# サム・ブラウン・ベルト

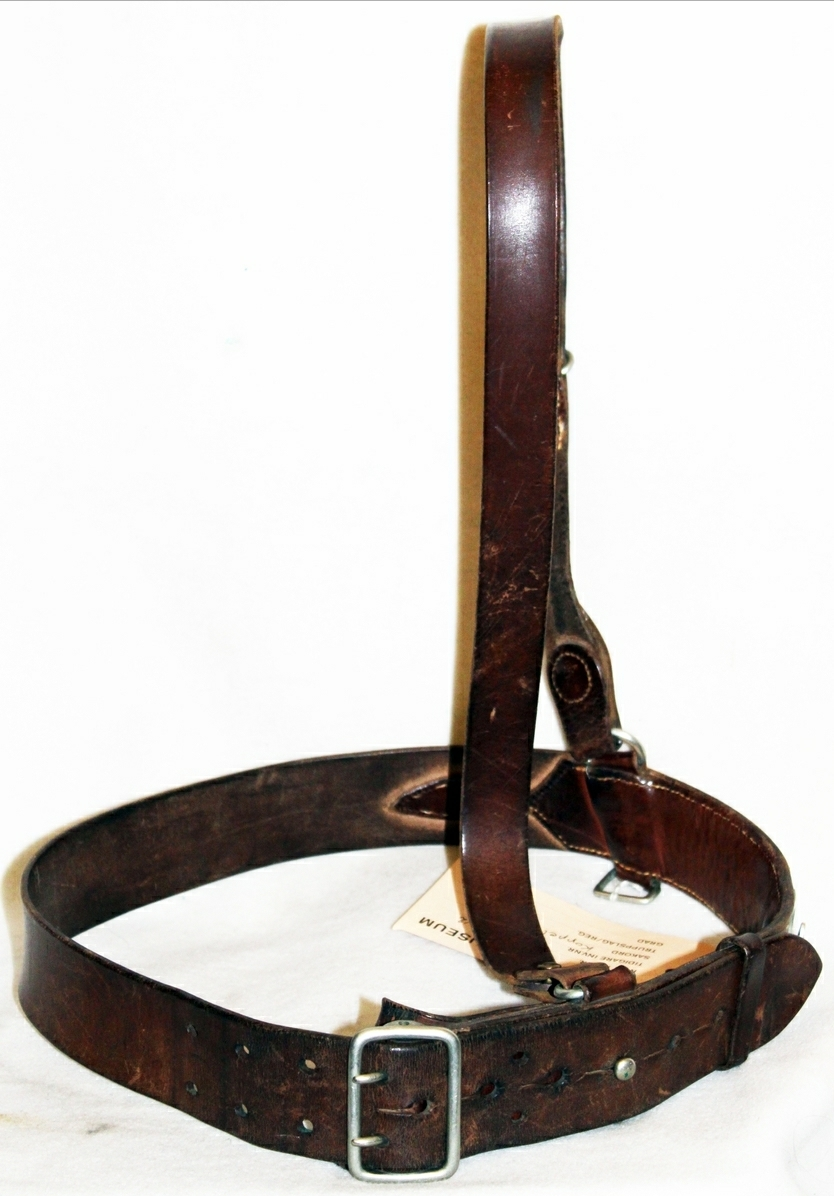
スウェーデン軍の士官用サム・ブラウン・ベルト（m/1939）

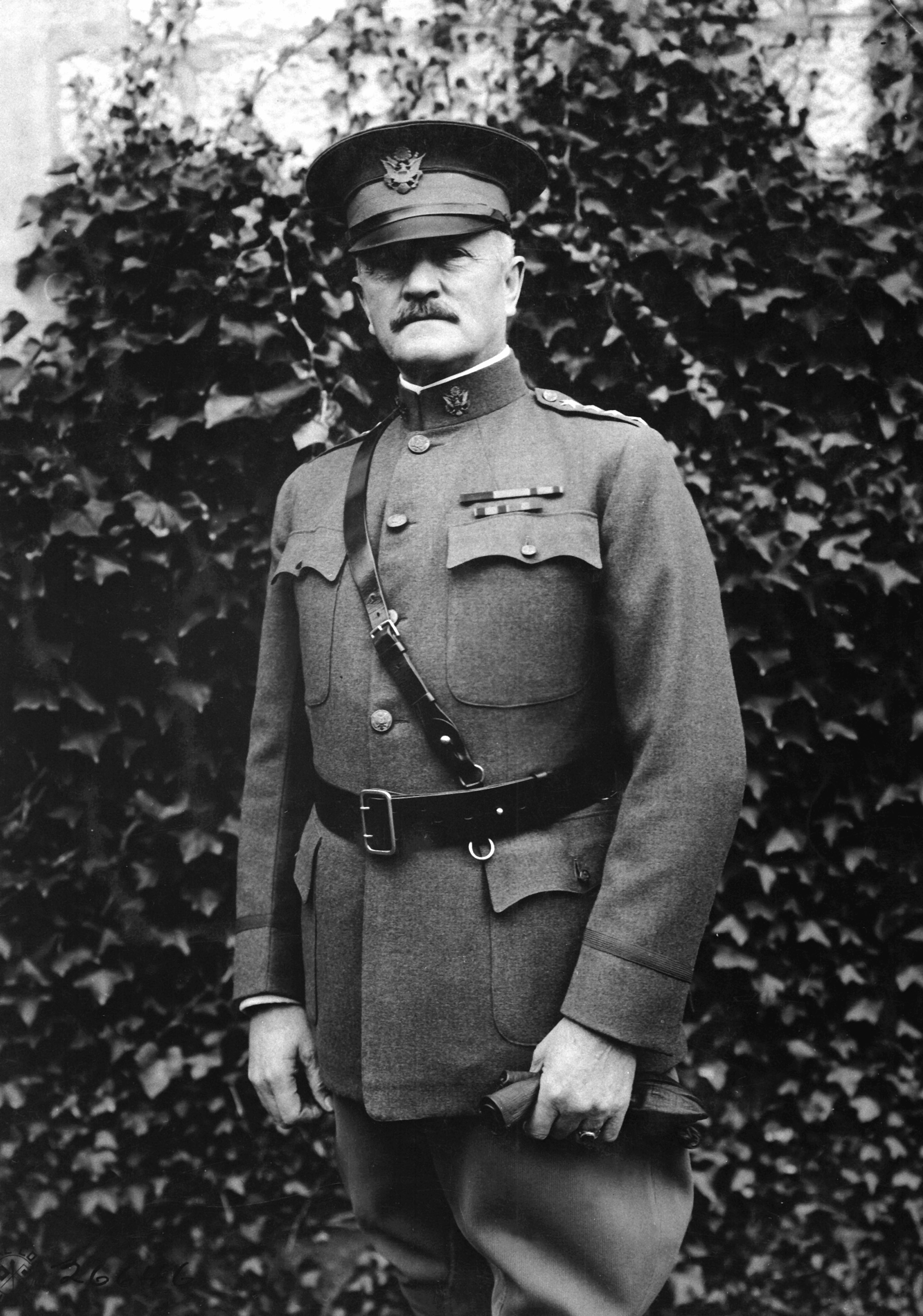
着用例。サム・ブラウン・ベルトを身につけたジョン・パーシング将軍

サム・ブラウン・ベルト（Sam Browne belt）は、肩から斜めに掛けられたストラップ（斜革・負革）によって幅の広いウェストベルト（本革）を支持する構造を持ったベルトである。主に軍隊や警察の制服に装着され、刀や拳銃を携帯するために用いられる。英語では”Sam Browne”と略されることも多い。日本では他の形式のものも含め革帯と呼ばれ、用途によって刀帯あるいは拳銃帯とも呼ばれている。

## 起源

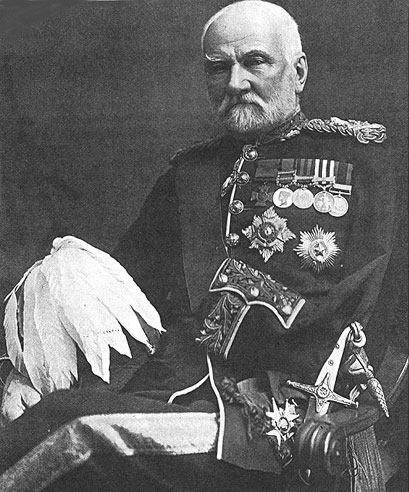
左腕を失ったサム・ブラウンの肖像

19世紀ごろ、英植民地インドに従軍していた英印軍の騎兵将校のサム・ブラウンが考案したとされる。
当時のヨーロッパの軍隊では、将校は常時軍刀を携帯していた。当時の刀帯には、ウェストベルトからスリングで鞘を吊るすものや、負革にフロッグ（剣差し）を着けたもの等があった。しかし戦闘になるとウェストベルトそのものが左右にずれてしまう事が多く、抜刀する際は左手で鞘を保持しなければならなかった。

従来の刀帯
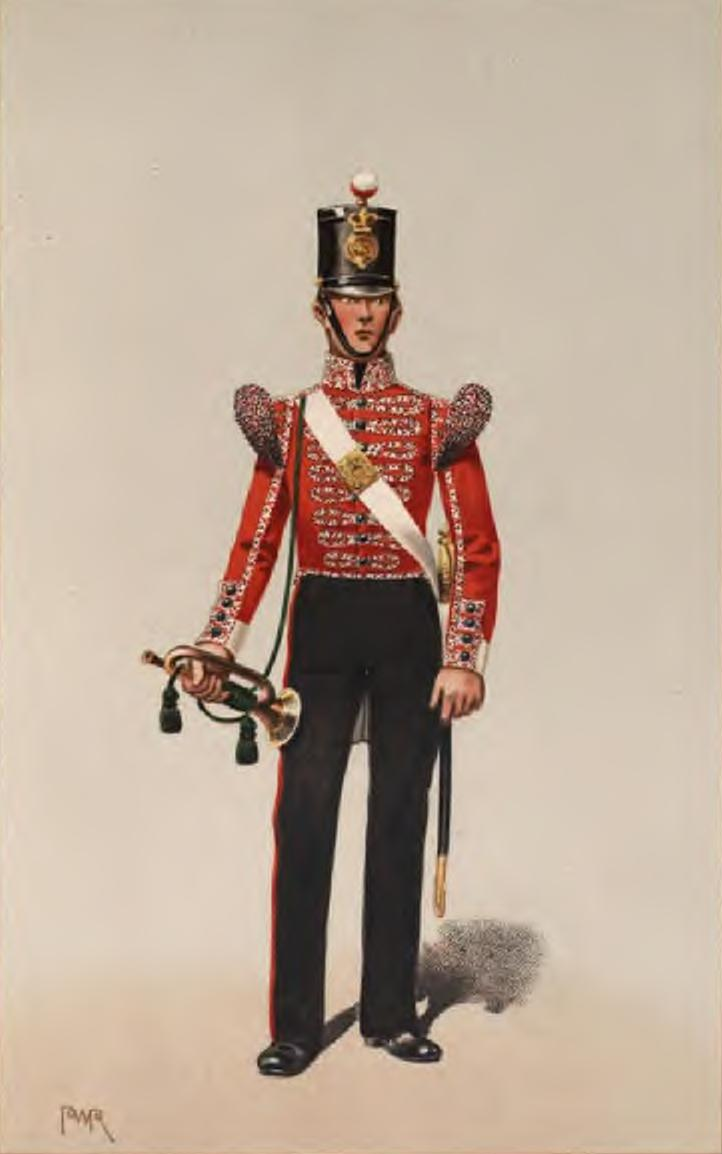
19世紀前半まで英軍の歩兵将校が使用した、フロッグが付いた皮製のクロスベルト。
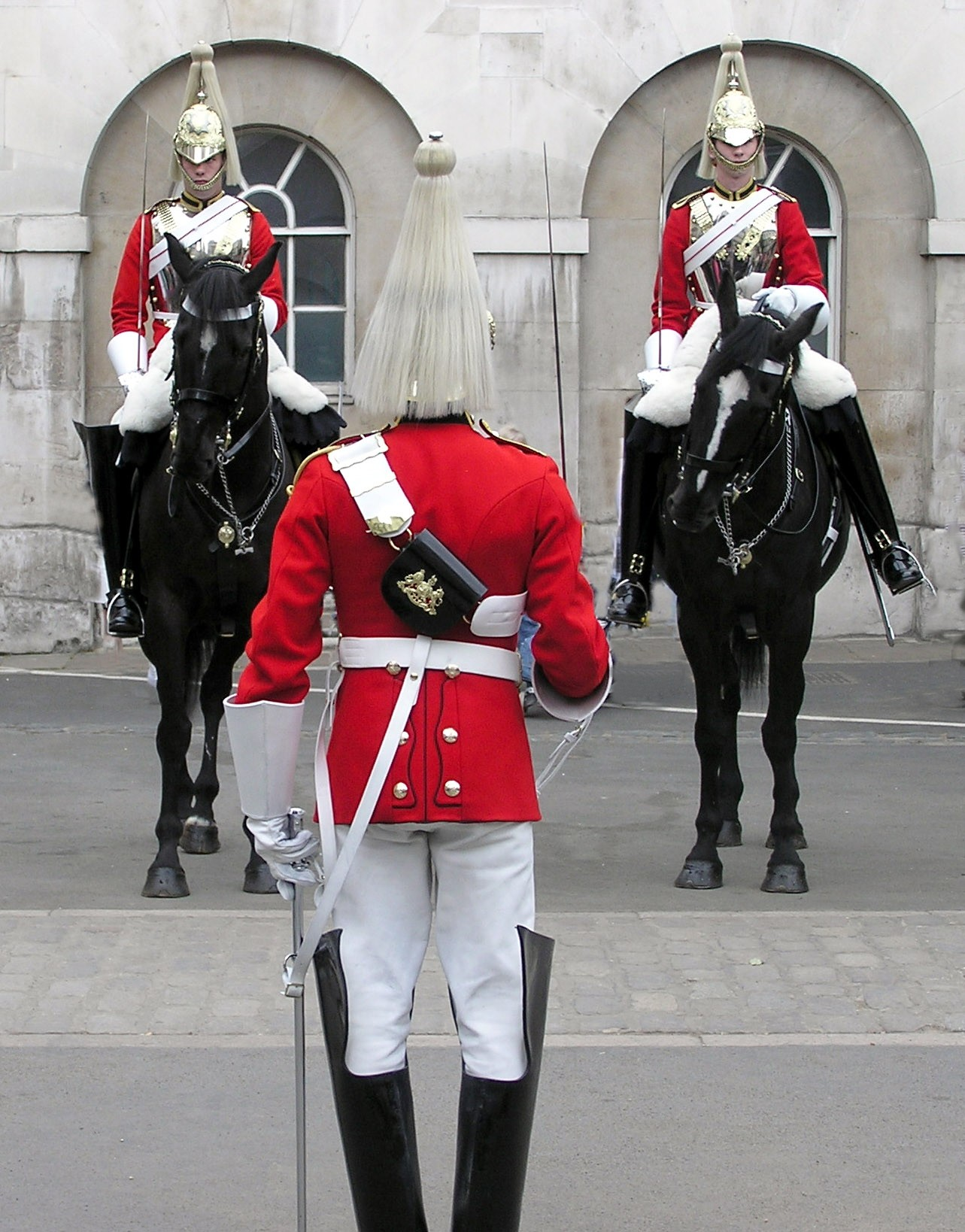
ウェストベルトからスリングで鞘を吊るすタイプの刀帯。
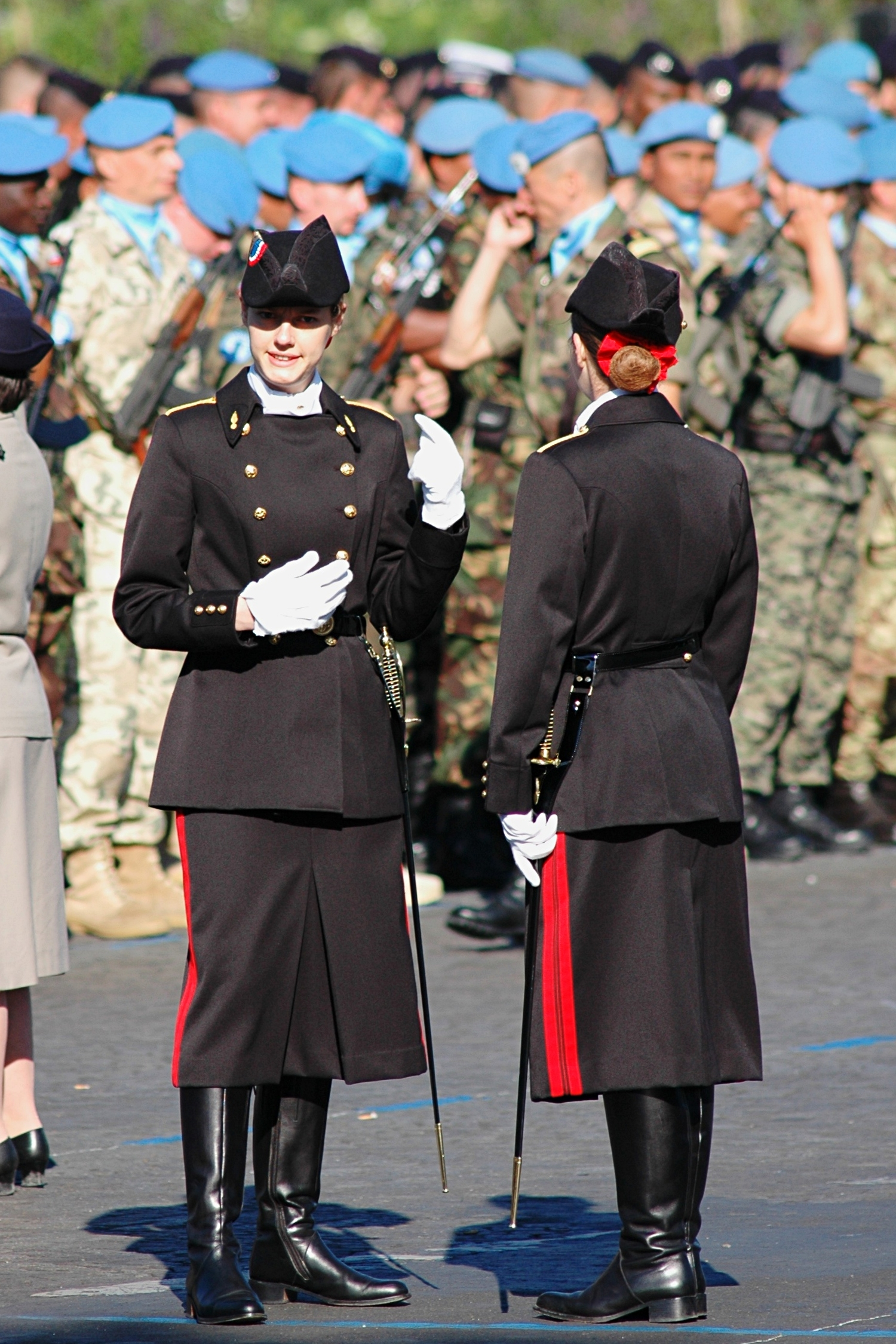
斜革がなく細い革帯にフロッグを着けた刀帯（エコール・ポリテクニークの制服）。このタイプの刀帯が使用されることはイギリス軍では殆んど見られなかったが[1]、インド駐留のイギリス軍では使われていた[2]。
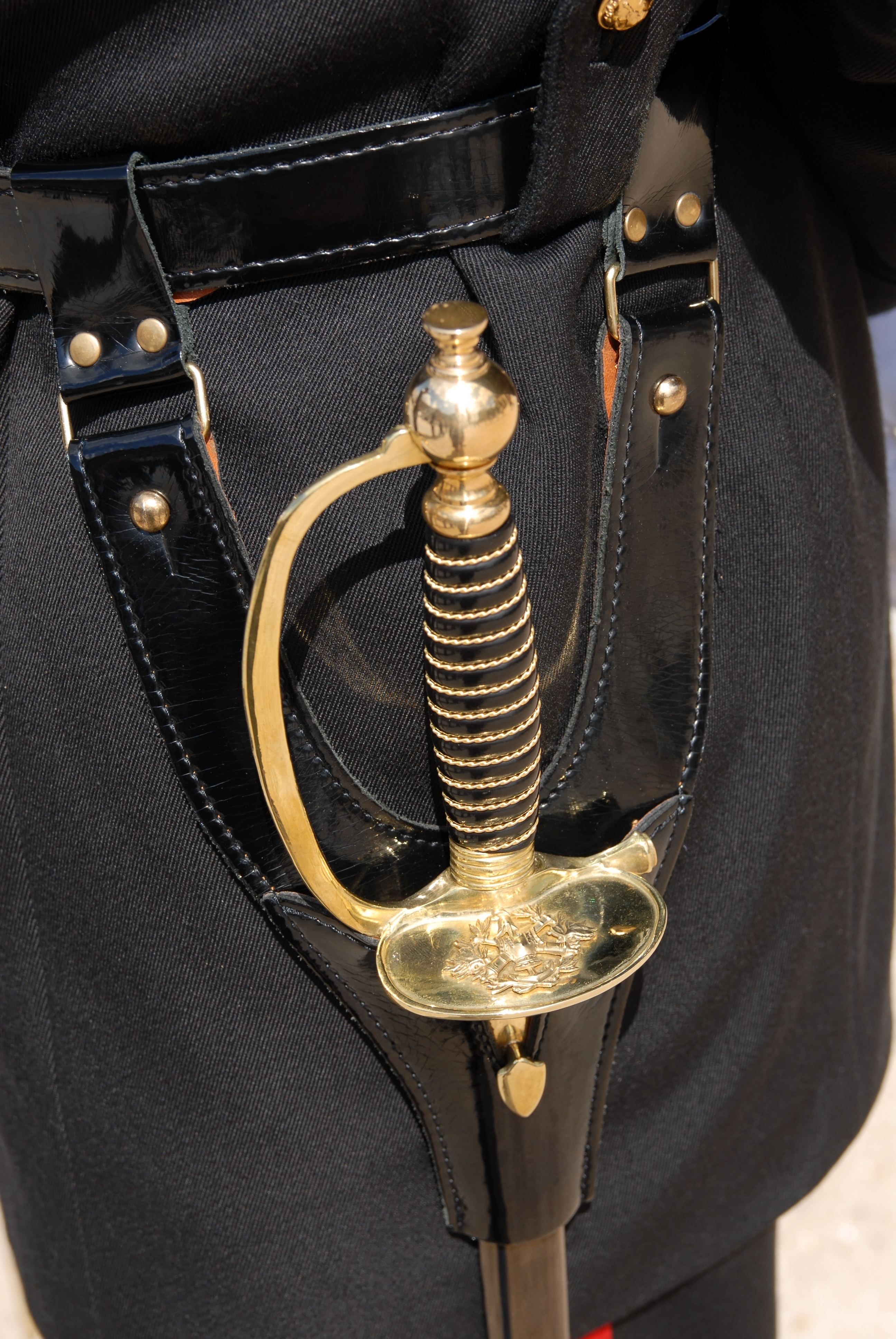
フロッグのアップ（エコール・ポリテクニークの制服）。

サム・ブラウンはインド大反乱只中の1858年8月31日、第2パンジャブ不正規騎兵隊の大尉としてシーラポラー(Seerporah)近郊の戦闘に参加し、部下を率い再装填中の反乱軍砲兵陣地に突撃を行った際、敵砲兵に左膝上を斬り付けられ、さらに左腕を肩から斬り落とされた。そのため、彼は鞘を保持し抜刀することが出来なくなってしまった。
やがてブラウンは、抜刀しやすい箇所で鞘とウェストベルトを固定するために第2のベルトを右肩から掛けるというアイデアを思いつく。これは「Dリング」と呼ばれる吊り下げ器具を用いたものだった。またピストルを収めたフラップ・ホルスターや双眼鏡ケースなどもこれに吊るされた。英印軍に所属する他の騎兵将校たちも同様のベルトを着用し始め、やがてこれは標準的な軍服の一部となった。ボーア戦争中、このベルトは英国軍とトランスヴァール共和国軍の両軍によりコピーされた。
これに対して歩兵将校は2本のサスペンダーのようなクロスベルトによりウェストベルトを固定する方式のベルトを着用していた。これはインドで第60キングス･ロイヤル･ライフル軍団の一員として従軍していた第5代スタンホープ准男爵サー・バジル・テンプラー・グラハム＝モントゴメリー中尉が1878年頃に考案したとされている。
ブラウンがグラハム＝モントゴメリーのアイデアを模倣したのか、また逆なのかという議論はいまだに絶えない。いずれにしても、どちらもベルトに関する特許を取得していなかったため、この議論は決着しないと見られている。

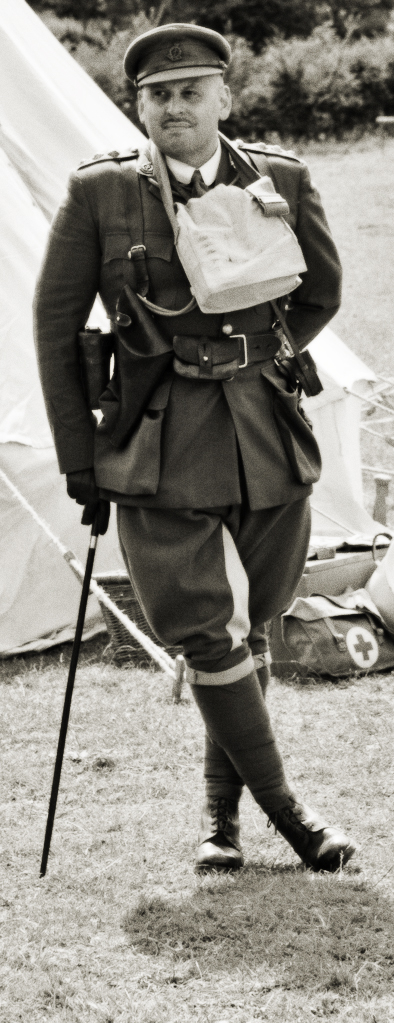
第一次世界大戦期の英国陸軍将校。2本の垂直ベルトを装着している

## 軍隊における使用
軍刀を装備する器具として開発された経緯に基づき、慣例として伝統的に軍刀を帯びる義務があった将校のみが着用した。しかし近代史のほとんどを通して、サム・ブラウン・ベルトはピストルを支えることが主たる目的となり、20世紀初頭に使用された大型拳銃では特に役立った。やがて軍刀と共に、実用性のある装備品としてよりは将校の地位を示す装飾品の一つと見なされるようになり、野戦装備からは姿を消していく。

### イギリス連邦諸国

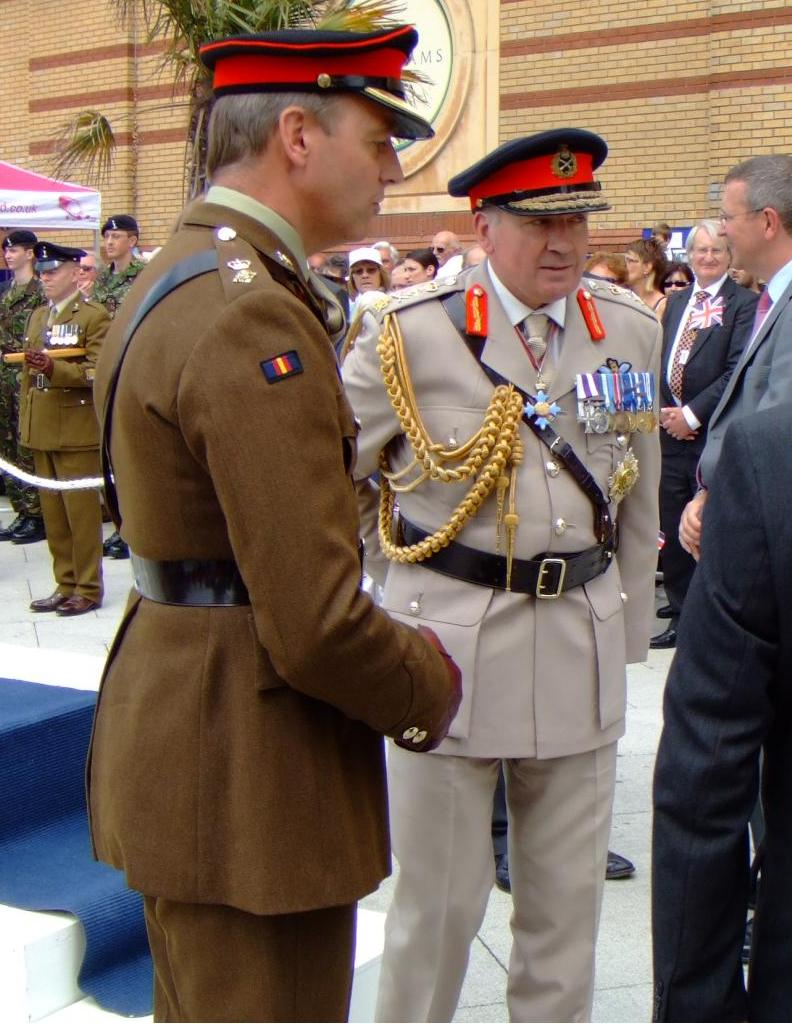
No.2ドレス（左）とNo.4ドレス（右）の陸軍将校。

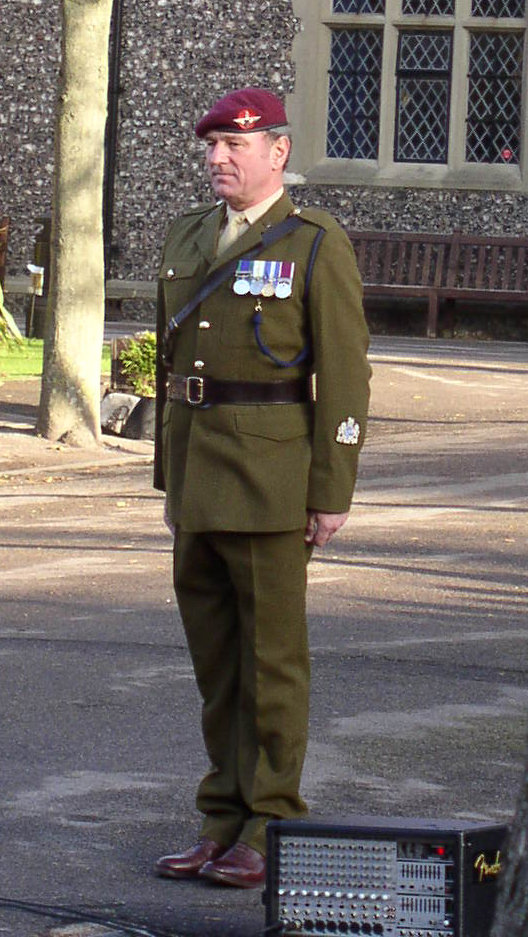
No.2ドレスのパラシュート連隊准士官。左肩から斜革を着用している

第二次ボーア戦争があった1900年頃に英国陸軍全軍で将校用装備として採用されたのを皮切りに、英連邦各国もこれに続いた。20世紀に入る頃になると従来のサム・ブラウン・ベルトに加えて、新しい形態のベルトもに人気が集まった。これは2つの垂直なストラップでベルトを支えるもので、騎馬用の鐙から着想を得たのだとされているが、サム・ブラウン・ベルトに由来すると思われる幅の広いベルトで構成される。
第二次世界大戦後、サム・ブラウン・ベルトは徐々に使用されなくなっていった。例えば、カナダ軍では1968年にサム・ブラウン・ベルトを段階的に廃止した。しかし、英国陸軍の多くの連隊及び海兵隊では、士官及び准士官(WO1区分及びWO2区分)が儀礼時のNo.2ドレス並びにNo.4ドレス及び一部のNo.1ドレスでサム・ブラウン・ベルトを装着している。オーストラリアでは、全ての士官が儀礼用制服にサム・ブラウン・ベルトを着用する権利が与えられ、またWO1区分の准士官も同様の権利が認められている。オーストラリアでは軍団ごとにバリエーションがあり、例えば王立オーストラリア装甲軍団やオーストラリア陸軍航空隊の将校は黒いサム・ブラウン・ベルトを装着する。
1905年から1939年（又は1941年）まで第16クイーンズ・ランサーズのカーネル･イン･チーフを務めたスペイン王アルフォンソ13世は、閲兵式の際サム・ブラウン・ベルトの斜革を前後逆につけたまま挑んだ。彼の到着前、誰かがこの間違いに気づき司令官に伝えたところ、司令官は全ての将校に斜革を逆につけるようにと命じた。この事件以来同連隊（1922年以降「第16/5クイーンズ・ロイヤル･ランサーズ」）では斜革を逆につけることが伝統となった。そして、この慣習は現在のクイーンズ・ロイヤル・ランサーズまで受け継がれている。
- 第二次世界大戦まで

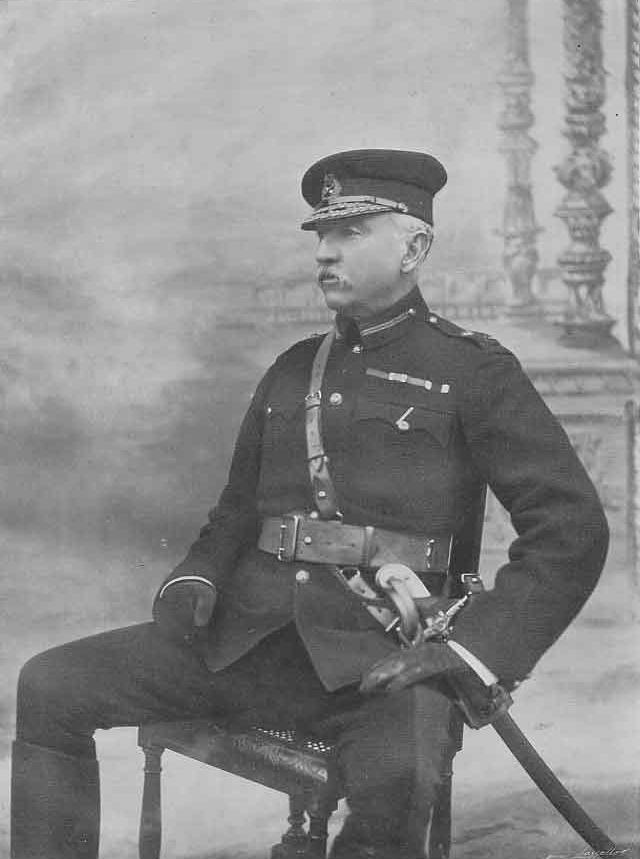
ボーア戦争中の英国陸軍将官。
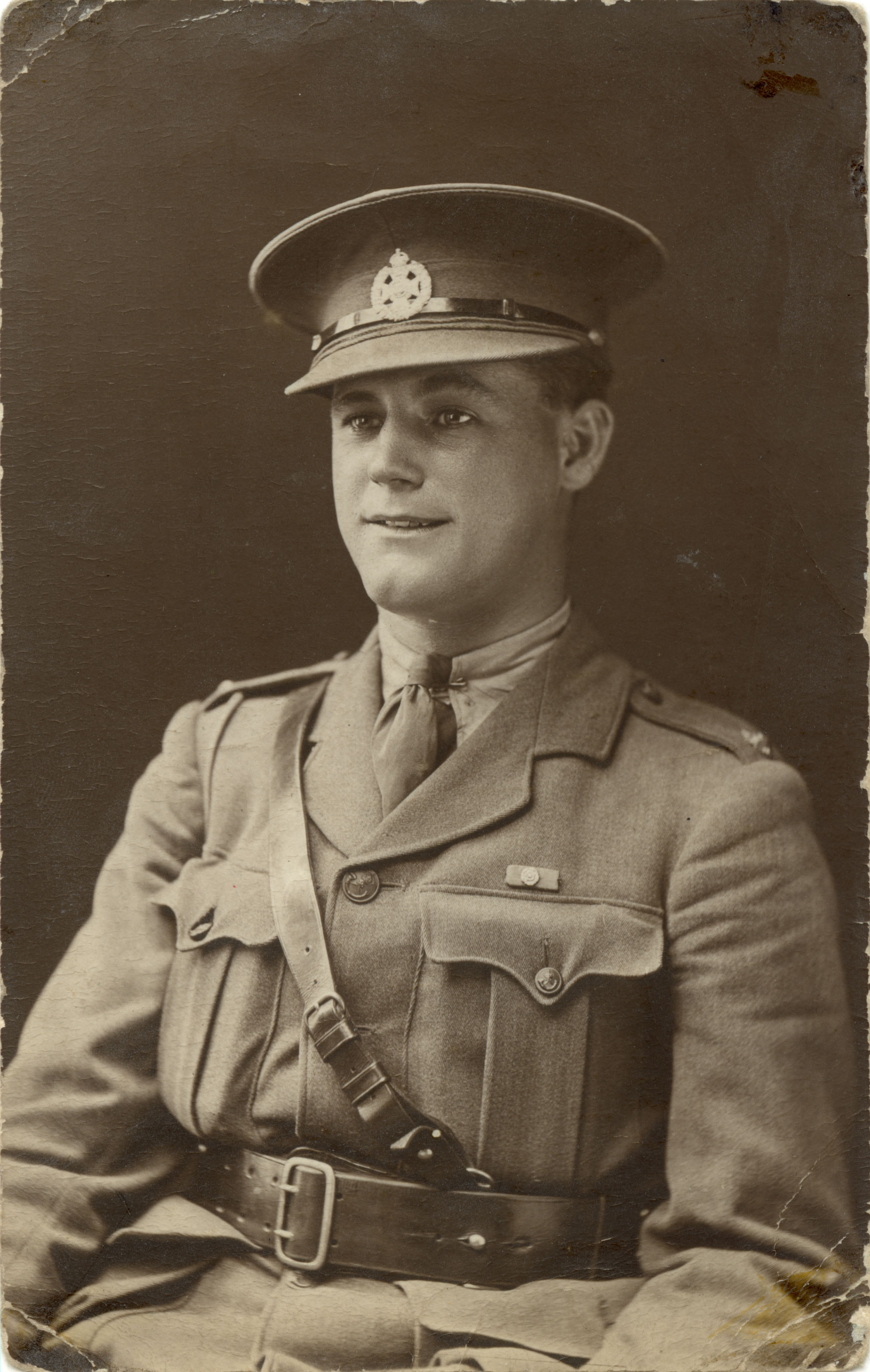
第一次世界大戦中のライフル旅団将校。
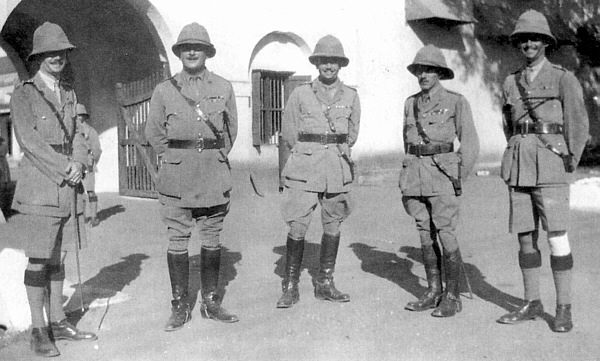
1920年代のインドに派遣されたドーセット連隊第2大隊の将校。
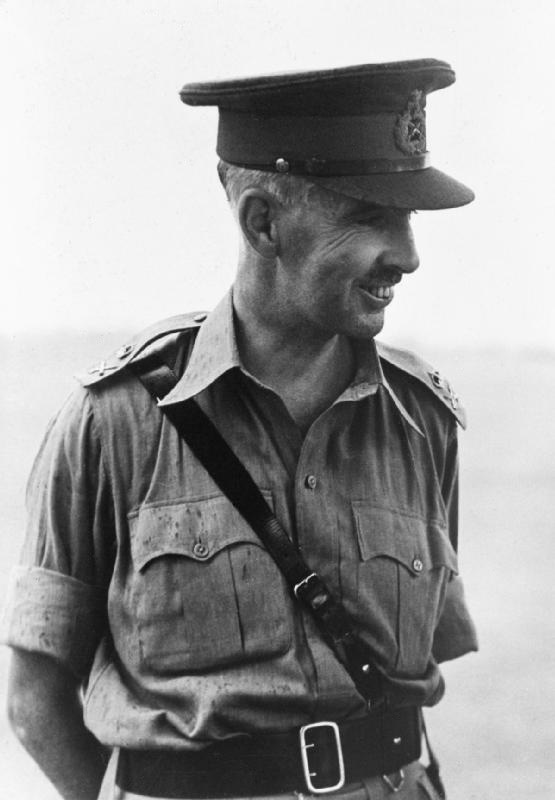
第二次世界大戦期の英国陸軍将校(アーサー・パーシバル将軍)
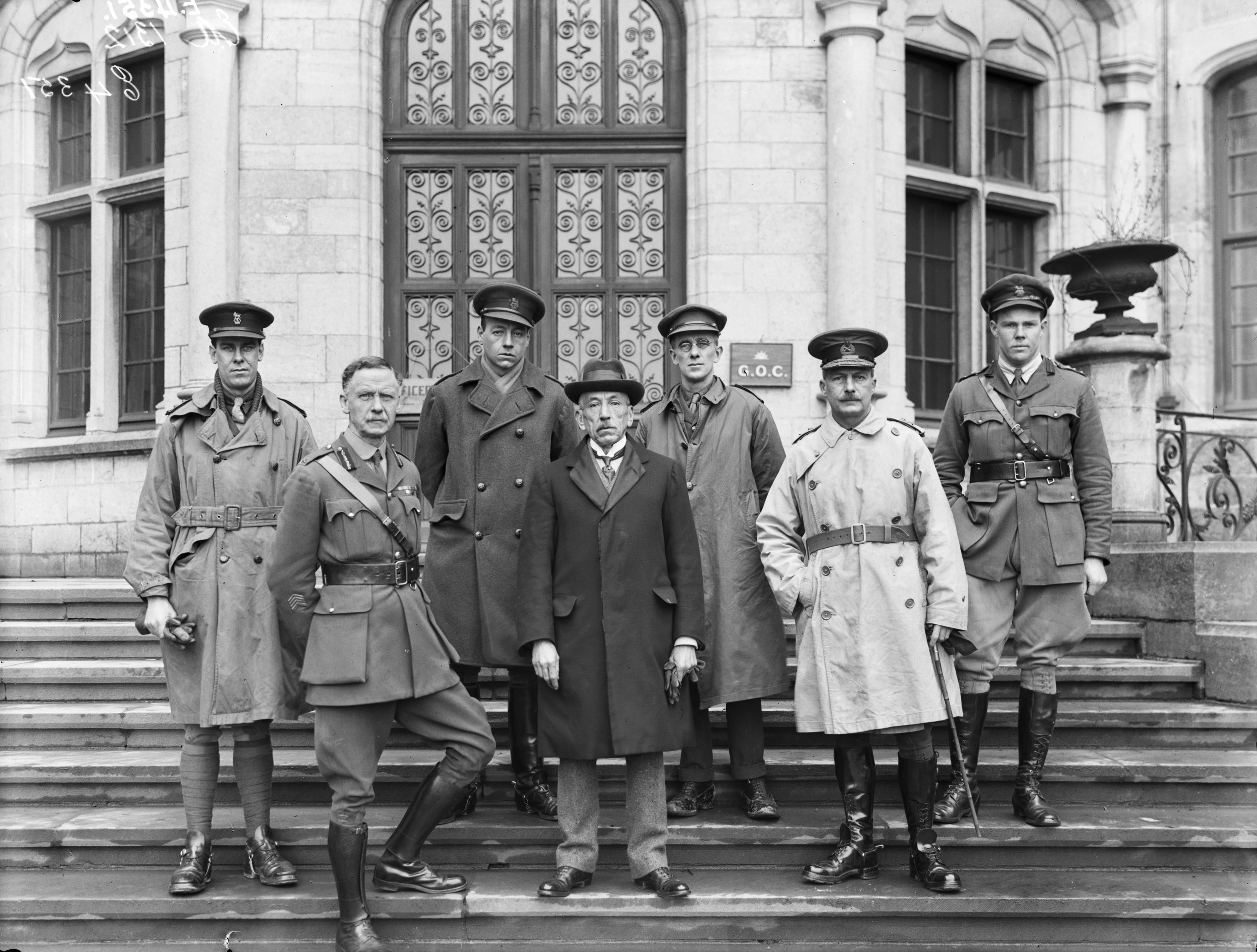
第二次世界大戦期のオーストラリア陸軍司令部要員

- 現代

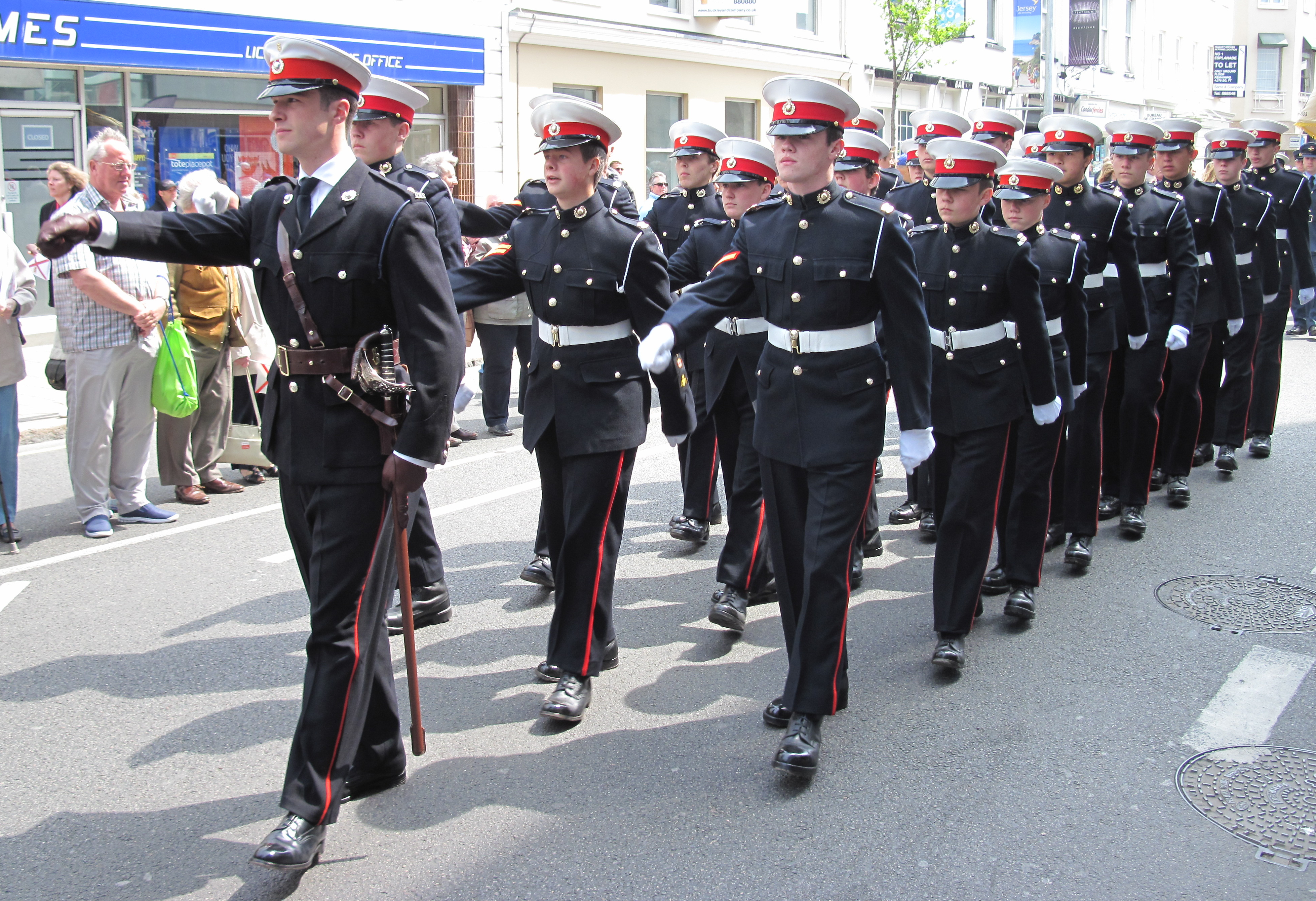
No.1ドレスで行進する英海兵隊。先頭の将校のみサム・ブラウン・ベルトを着用している。
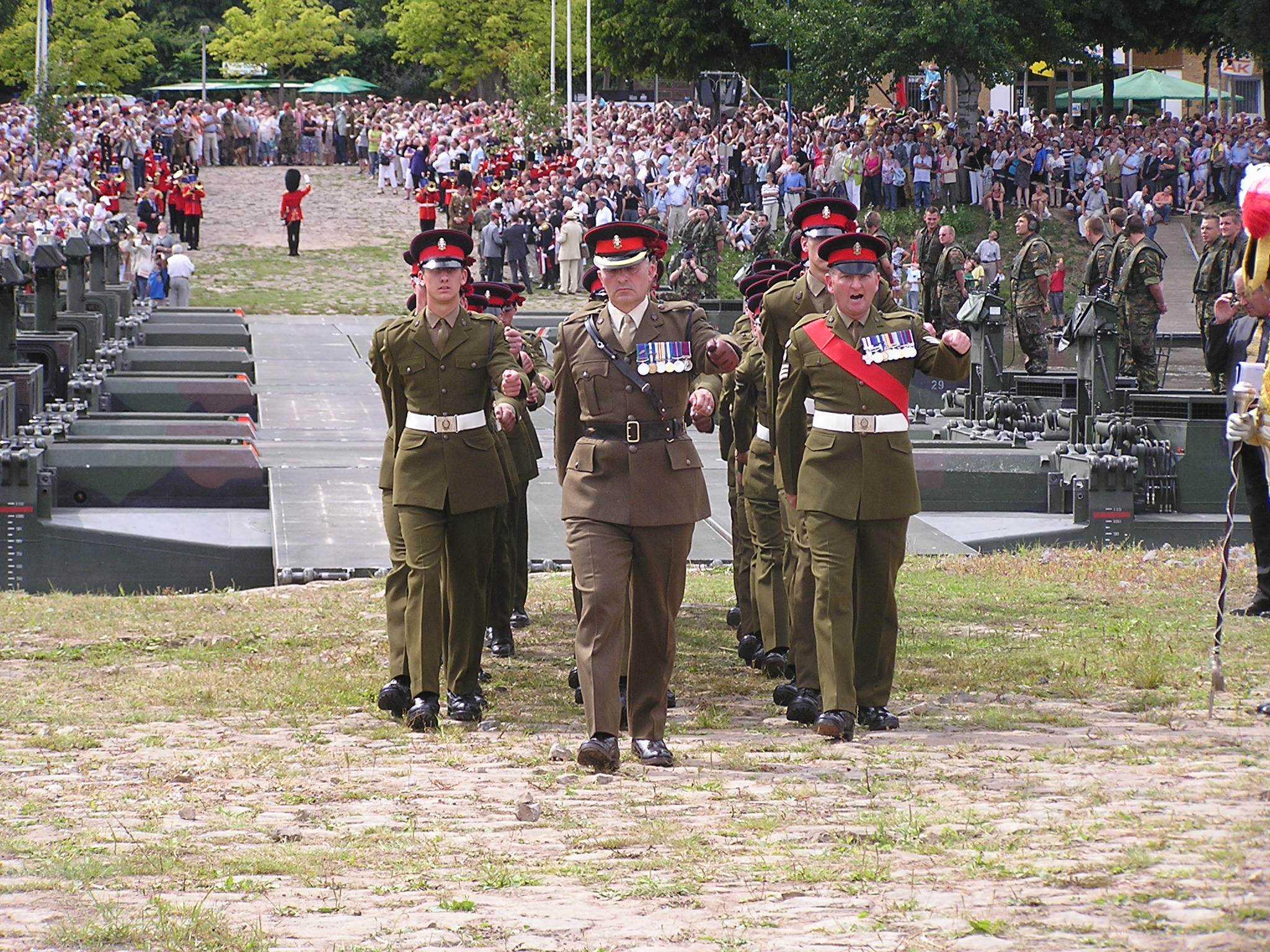
No.2 ドレスで行進するプリンセス・オブ・ウェールズ・ロイヤル連隊将兵。中央の将校のみサム・ブラウン・ベルトを着用している。
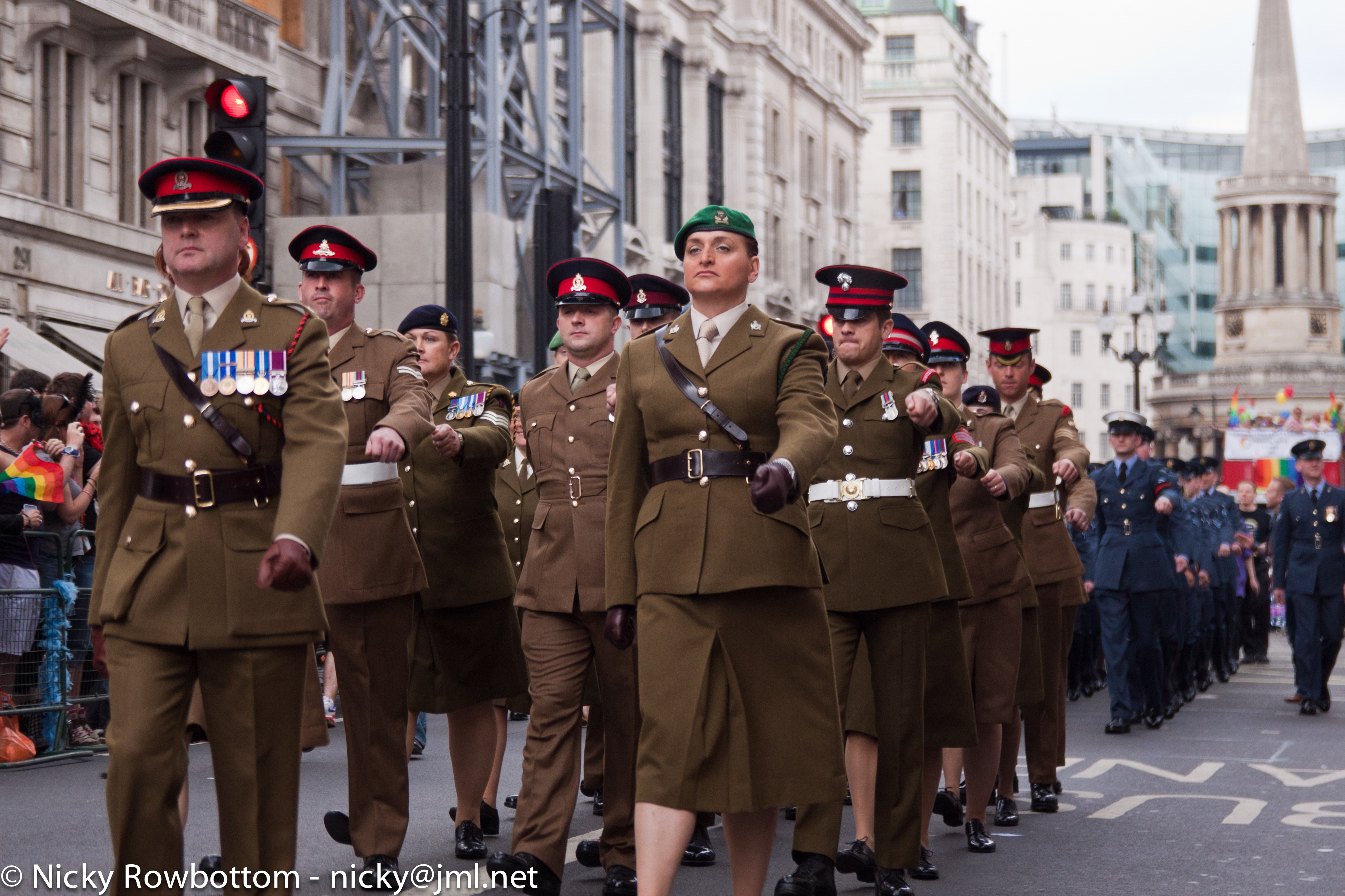
ロンドンを行進する英陸軍将兵。所属連隊は全員異なっている。手前の2人の将校のみサム・ブラウン・ベルトを着用している。

### アメリカ合衆国
アメリカ軍では、第一次世界大戦中の欧州戦線に従軍していたアメリカ遠征軍司令官パーシング大将が将校の階級を区別する為に採用した。しかし陸軍としての採用ではなかった為、当初は憲兵が港に駐留し、本土に帰還した将校からこれらを回収するなどしていた。戦間期から第二次世界大戦直前にかけて、ようやくアメリカ軍の軍服で標準的な装備となったが、革を節約すべく1940年に廃止され、将校用上着に縫い付けられた裏地革や布製の帯革がこれを代用した。ただし、憲兵隊では後方勤務用のサム・ブラウン・ベルトが規定されている。
海兵隊では黒革のサム・ブラウン・ベルトを採用した。今日では、将校が特別な儀式の場合のみサム・ブラウン・ベルトを着用し、帯刀する際は革帯にスリングで鞘を吊す。一方、下士官は特別な儀式の場合のみ帯刀するが、その際は白の帯革にフロッグを着けた下士官用刀帯を使用する。ただし、新兵教育隊の先任訓練下士官は、彼らの地位を示す為、黒革の下士官用刀帯で新兵訓練中も帯刀する。そして、一般の訓練下士官は拳銃帯を装着する。
- 第二次世界大戦まで

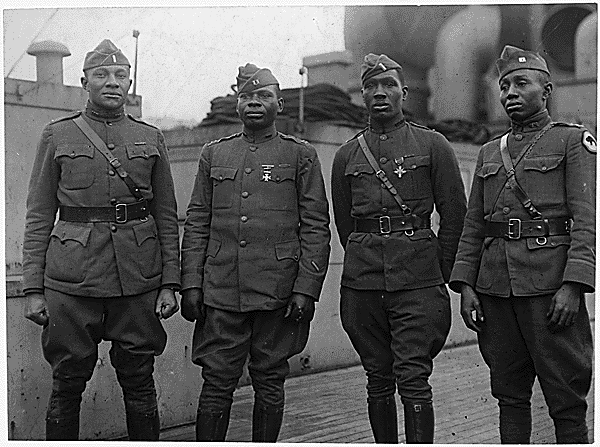
第一次世界大戦期の陸軍将校
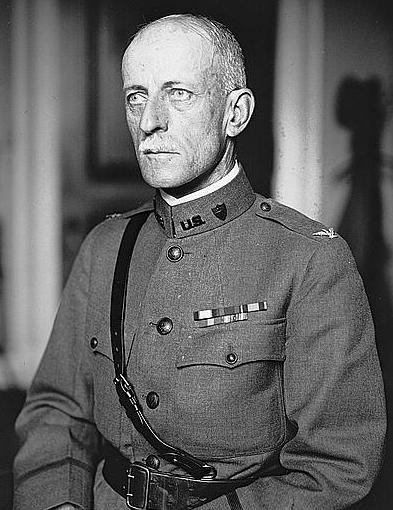
第一次世界大戦期の陸軍将校
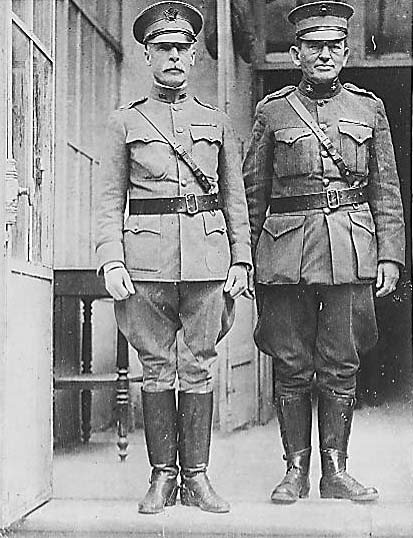
第一次世界大戦期の海兵隊将校(右)と陸軍将校(左)
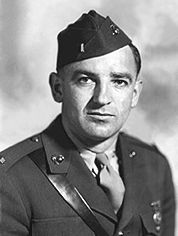
1940年代、正装した海兵隊のジョセフ・マッカーシー大尉
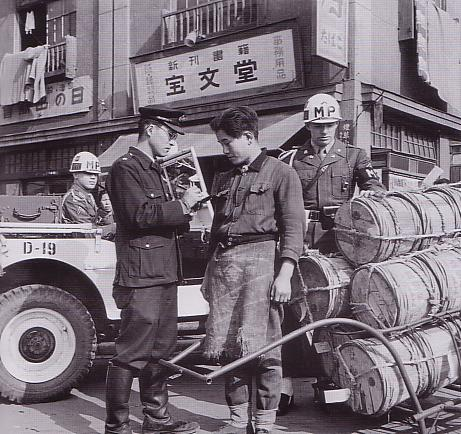
第二次世界大戦後、占領下の日本で勤務する陸軍の憲兵(MP)

- 現代

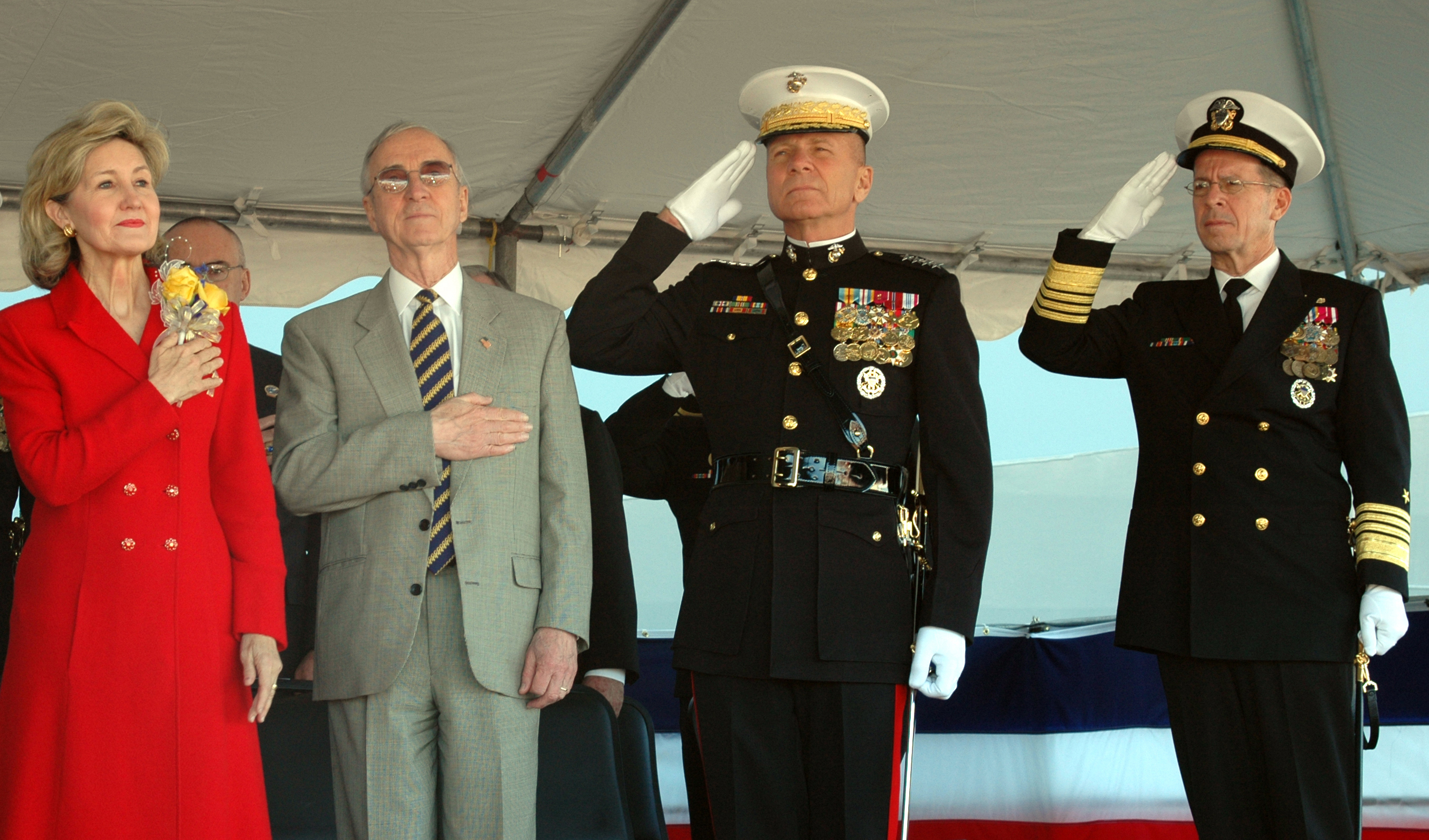
正装のアメリカ海兵隊総司令官(中央)
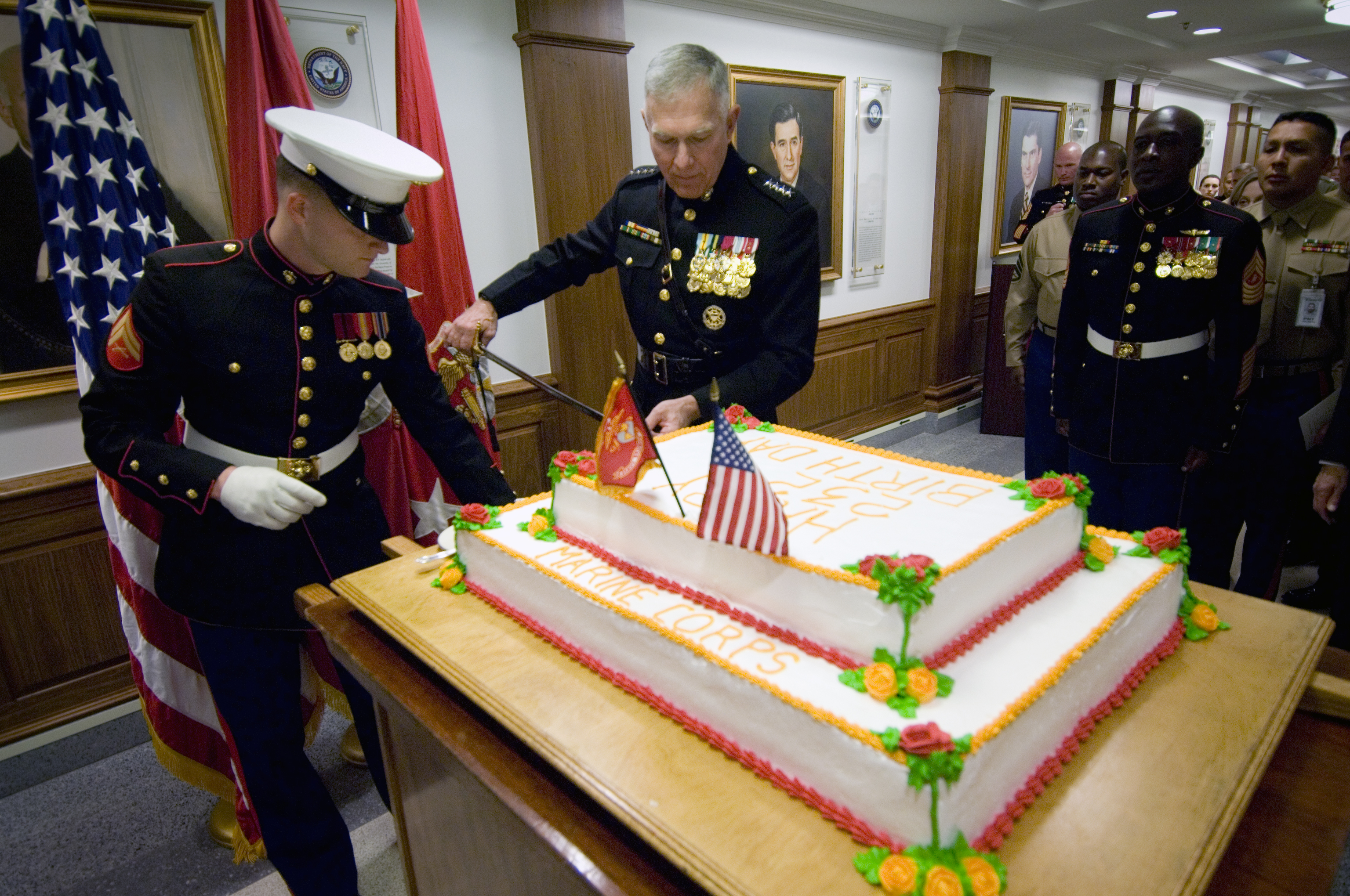
海兵隊創立記念日を祝い、将校刀でケーキを切るアメリカ海兵隊総司令官（中央の人物）
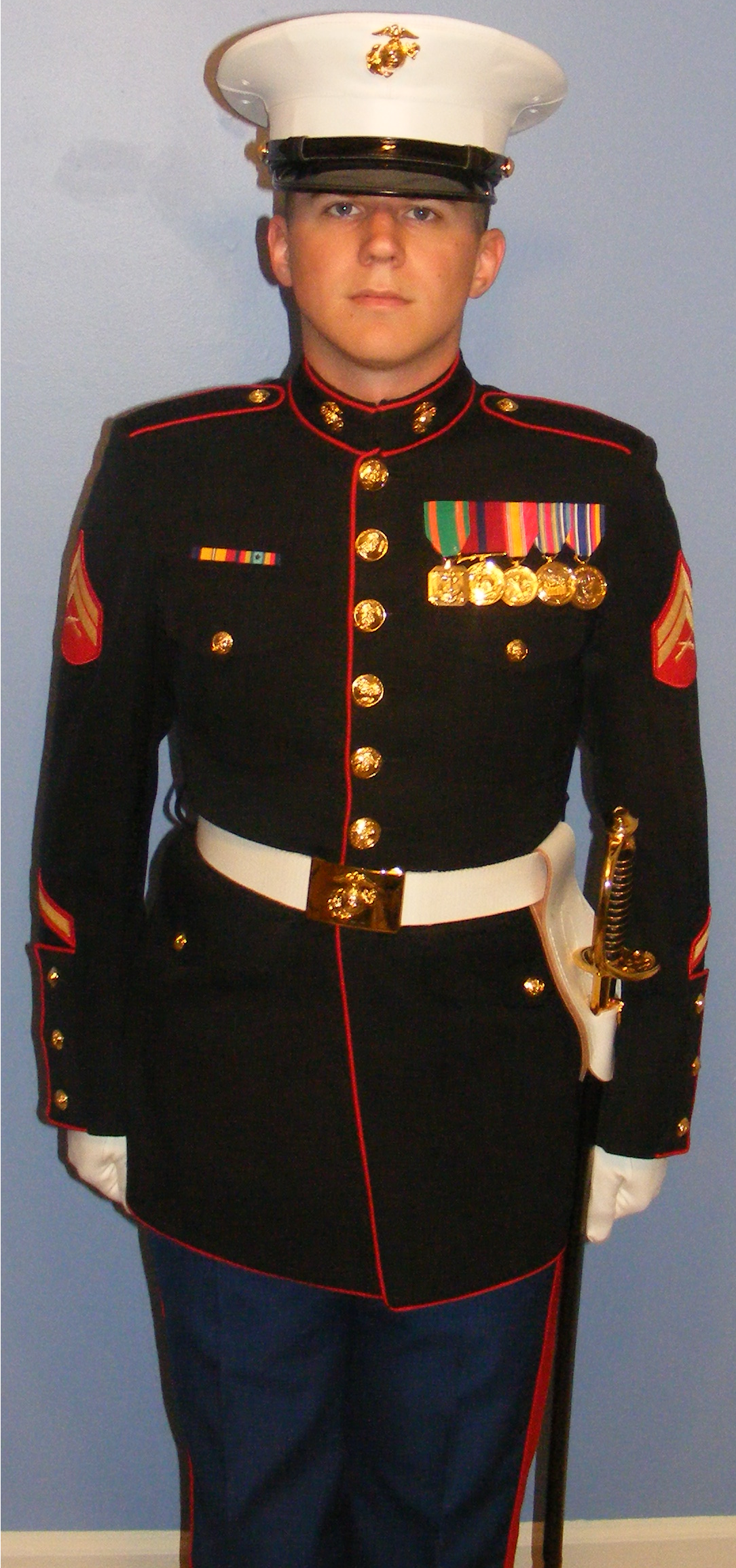
下士官用の刀帯

### フィンランド
フィンランド陸軍及びフィンランド空軍で制服の一部として採用された「コマンドベルト」ないし「オフィサーベルト」として知られるサム・ブラウン・ベルトは、将校や上級下士官だけでなく、士官候補生も着用した。現在ではパレードや勤務に用いられる高級将校用のM58制服とM83制服でこのベルトが装備されている一方、陸軍及び空軍のほとんどの兵士はM05迷彩戦闘服を着用し、旧式のM62迷彩戦闘服以外の戦闘服に「コマンドベルト」を装備することは禁じられている。
- 第二次世界大戦まで

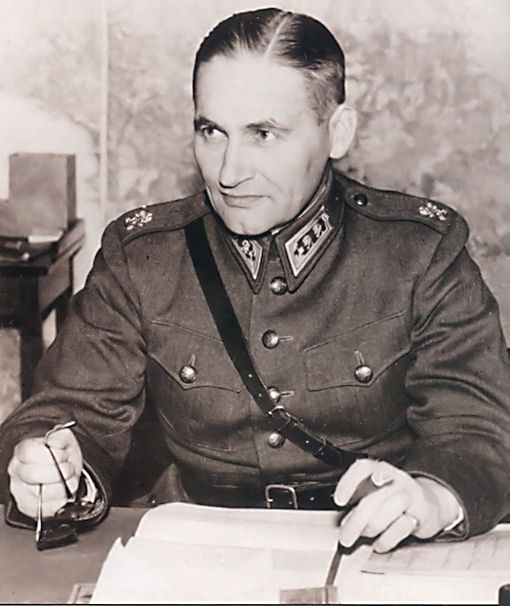
フィンランド陸軍のフーゴ・オステルマン中将
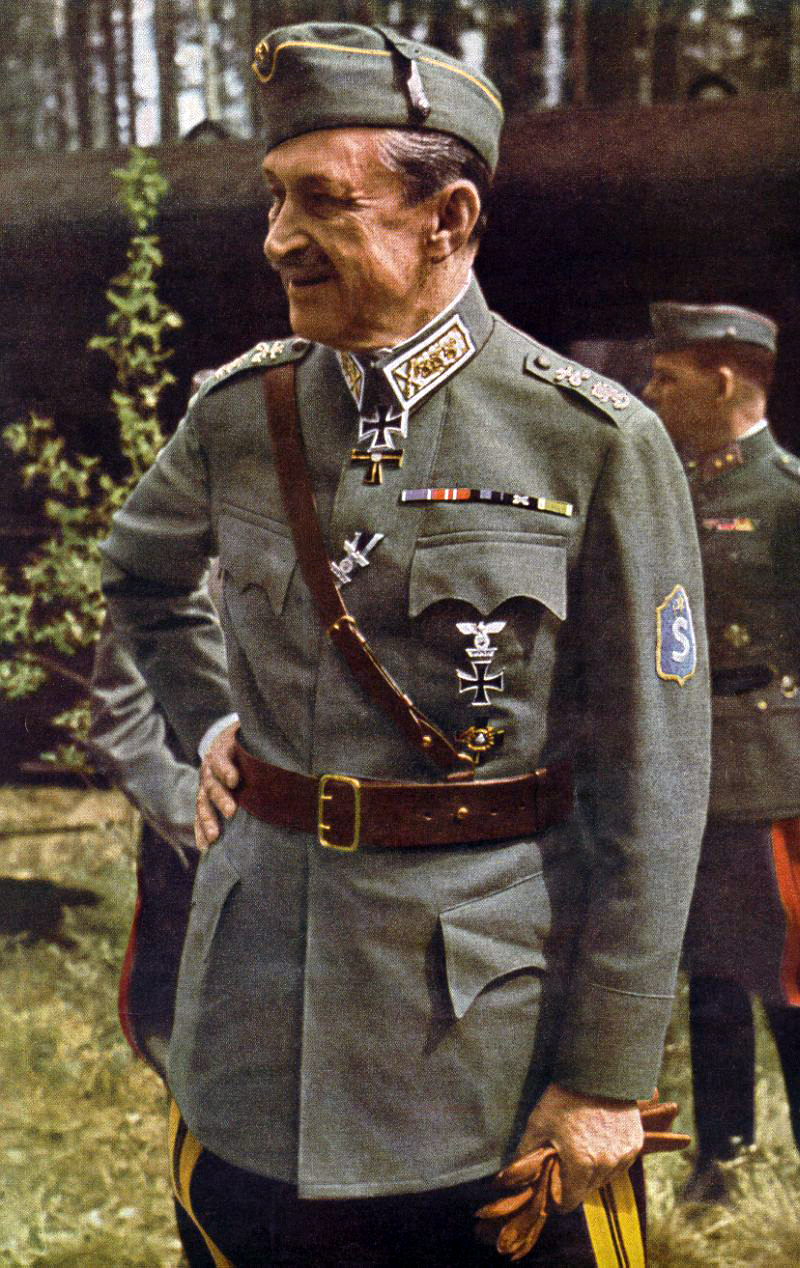
フィンランド国防軍最高司令官マンネルヘイム将軍
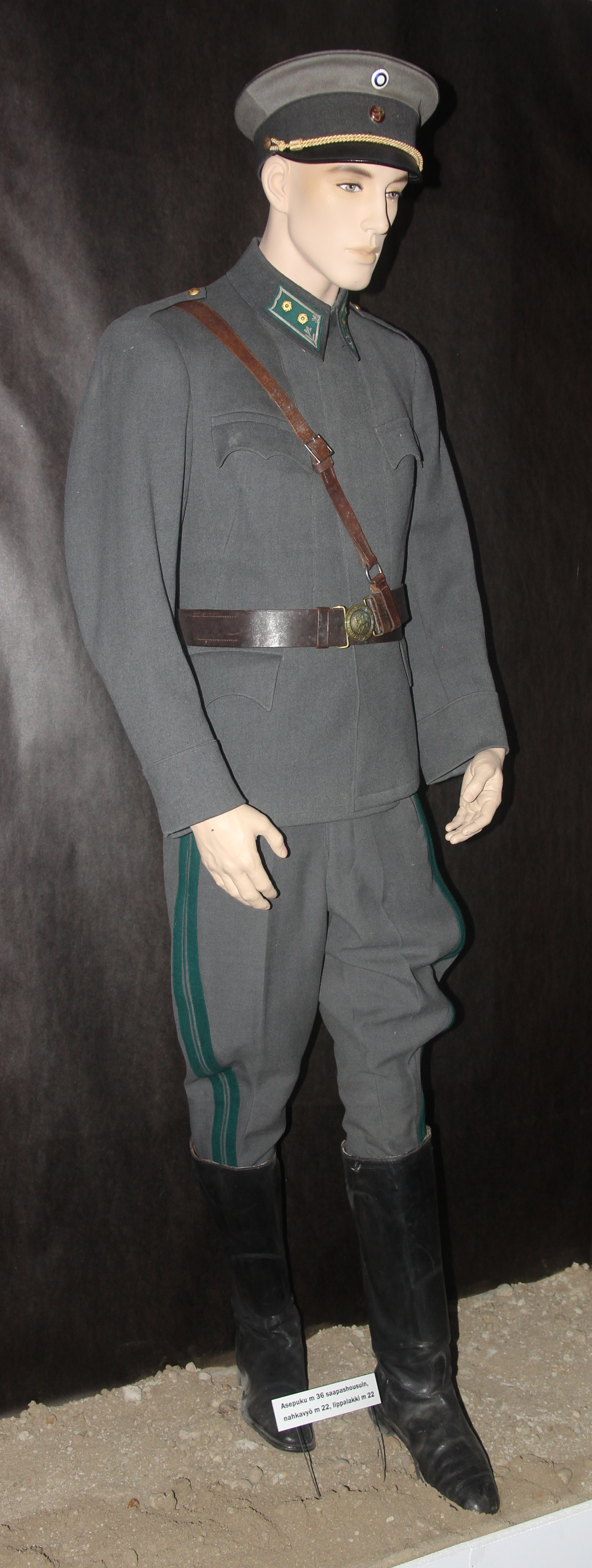
M36制服とM22ベルト
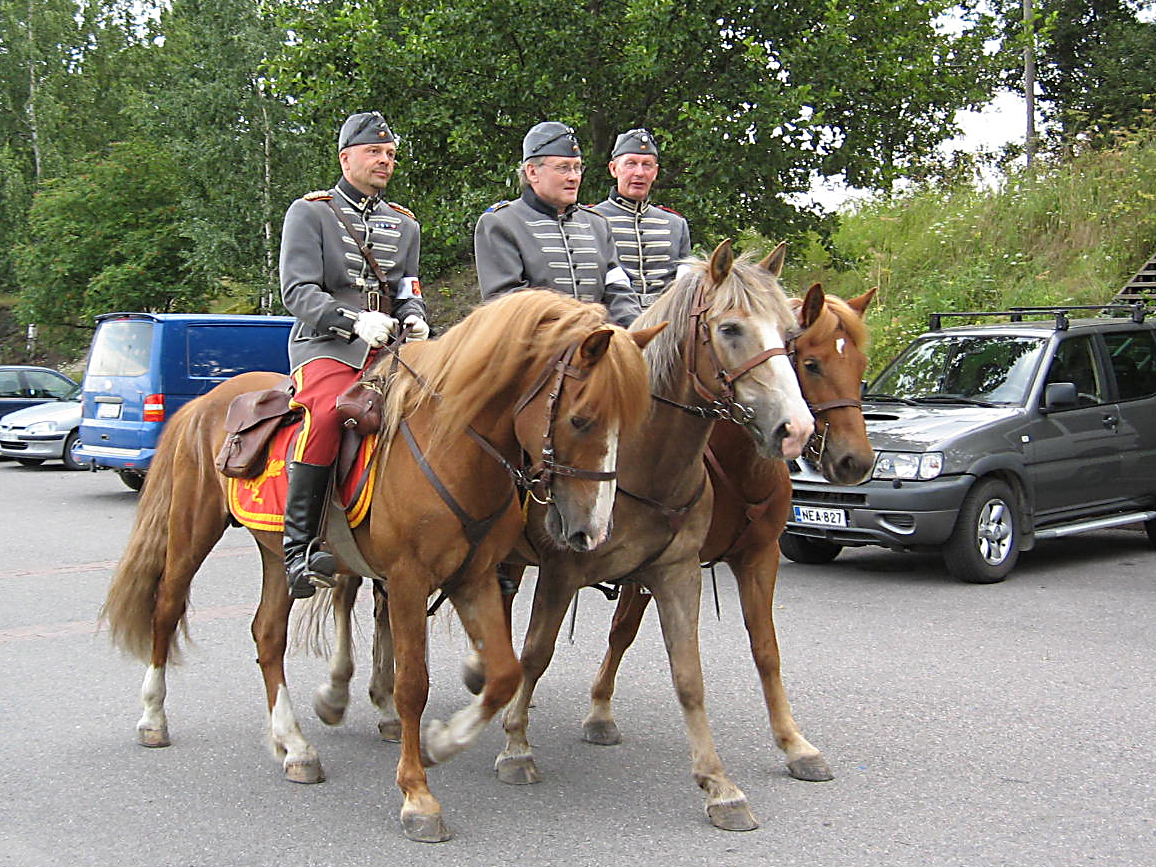
M22制服で仮装したフィンランド軍の騎兵（2008年）

### ドイツ
第一次世界大戦後、いわゆるワイマール共和国の時代に共和国軍の装備として採用され、ナチス・ドイツ時代のドイツ国防軍でも引き続き使用されていたが、1940年頃に廃止された。ただし、特注の白い軍服と共にサム・ブラウン・ベルトを着用し続けたヘルマン・ゲーリング元帥のような例もある。ドイツの影響を受けた周辺諸国でも類似した形式のものが採用されていた。
第二次世界大戦後、ドイツはドイツ連邦共和国（西ドイツ）とドイツ民主共和国（東ドイツ）に分断された。ドイツ連邦軍（西ドイツ軍）では礼装用装備の一種として白いサム・ブラウン・ベルトを採用した。一方の国家人民軍（東ドイツ軍）は当初兵営人民警察として編成され、ソビエト連邦軍様式の将校用野戦装備の一部としてサム・ブラウン・ベルトを着用していた。国家人民軍への改組に際して、より旧来のプロイセン様式に近い制服を採用すると、やはり礼装用の白いサム・ブラウン・ベルトのみが残された。労働者階級戦闘団などの準軍事組織やドイツ人民警察の一部では、将校用野戦用装備として東ドイツの崩壊まで使用された。
- 第二次世界大戦まで

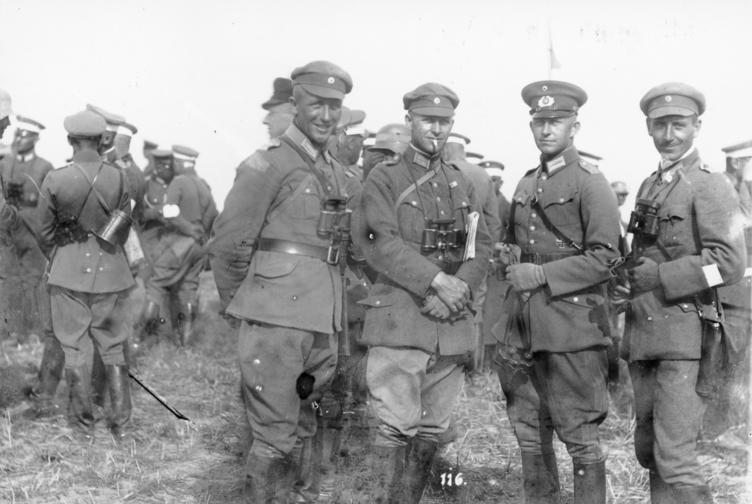
演習に参加するワイマール共和国陸軍のアルフレート・ヨードル大尉（右から2番目の将校。1929年）
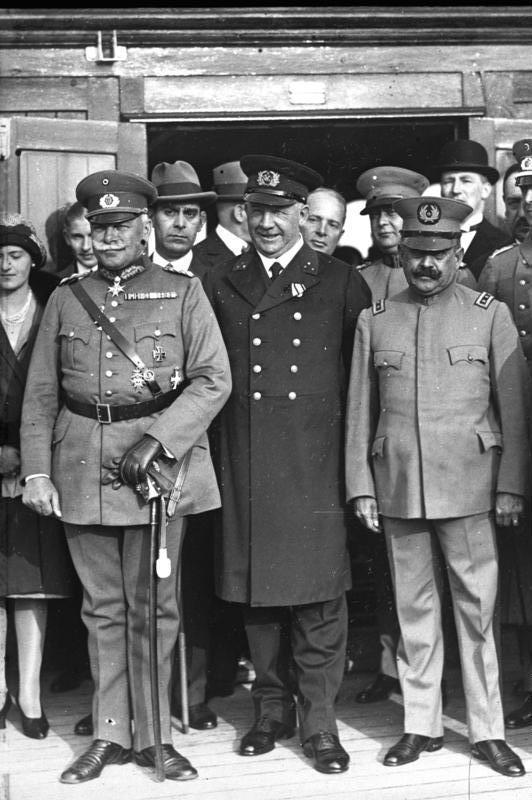
チリ陸軍のディアス将軍と面会するワイマール共和国陸軍のヴィルヘルム・ハイエ将軍（左端の人物。1929年）
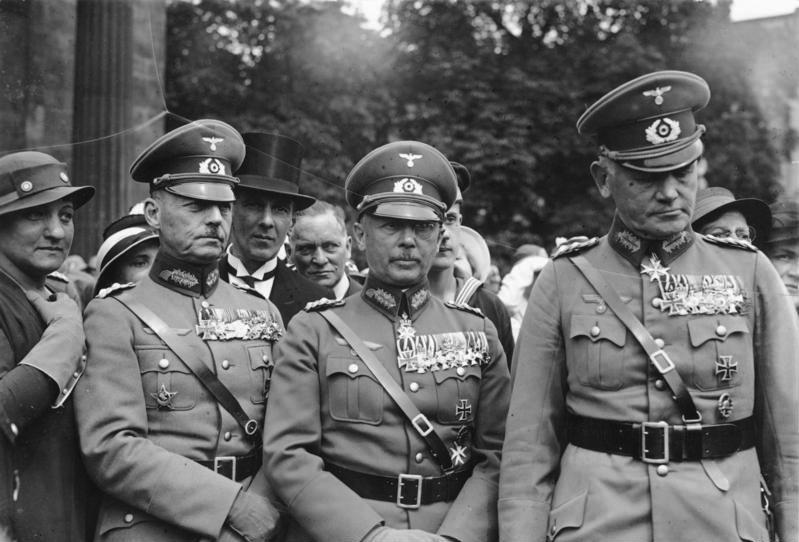
ドイツ陸軍の将官たち（左からルントシュテット、フリッチュ、ブロンベルク。1934年）
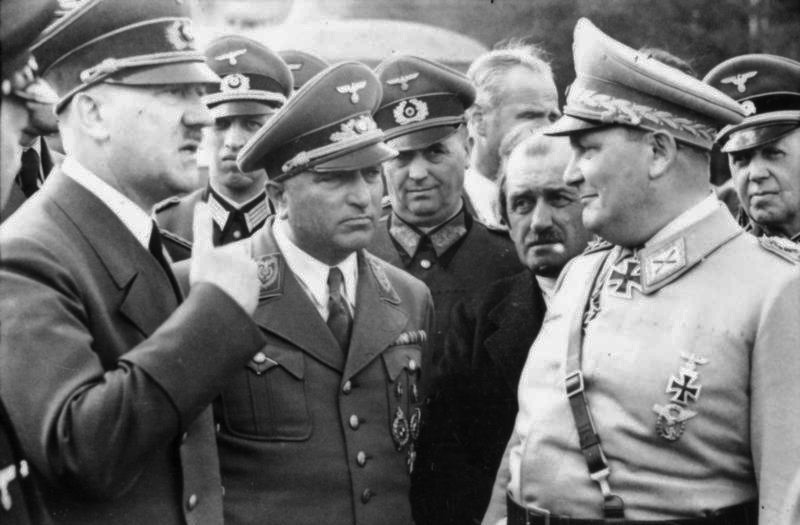
ドイツ空軍総司令官ヘルマン・ゲーリング元帥（右の白い軍服の人物。1942年）

- 戦後から現代

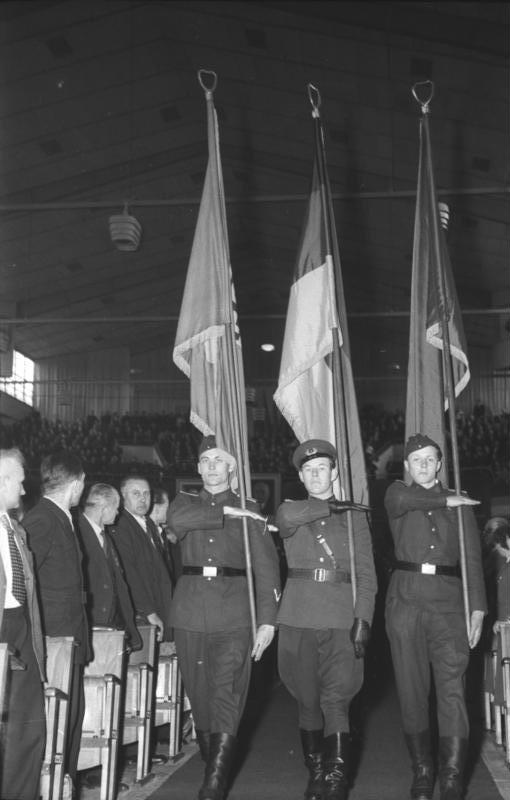
兵営人民警察の旗手
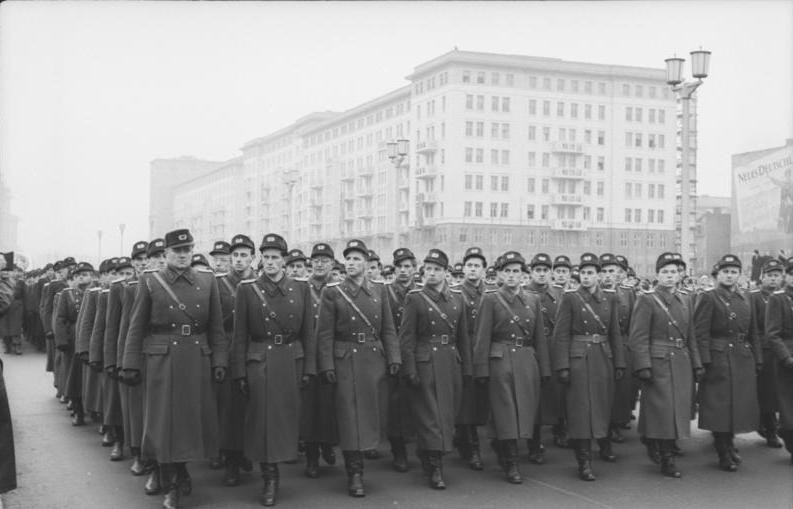
東ベルリンにおける兵営人民警察のパレード（1953年）
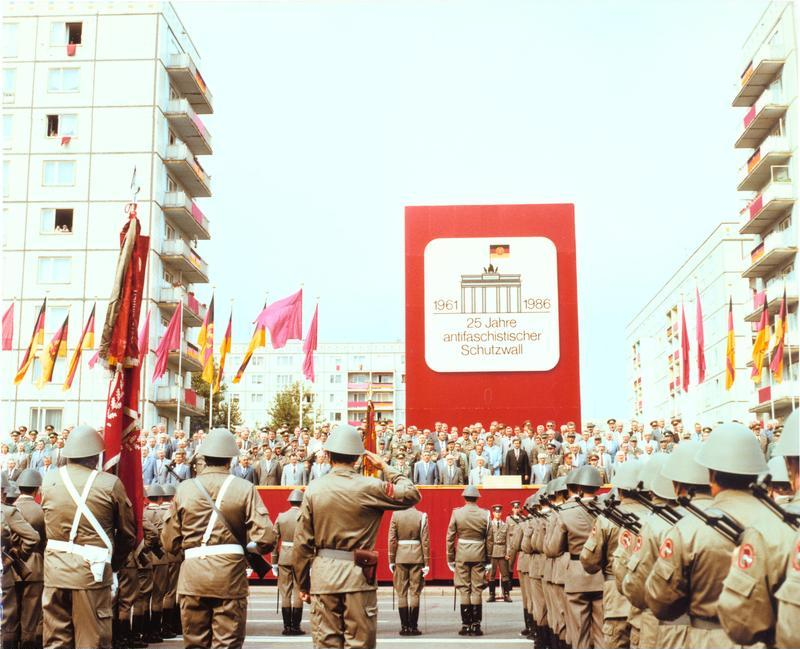
ベルリンの壁25周年記念式典
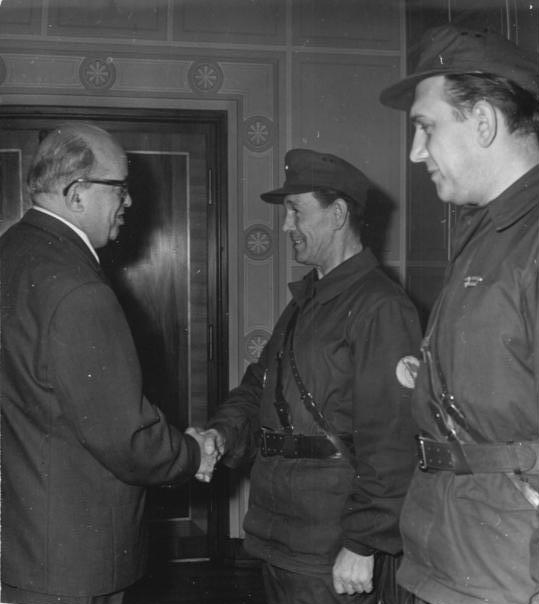
労働者階級戦闘団の将校
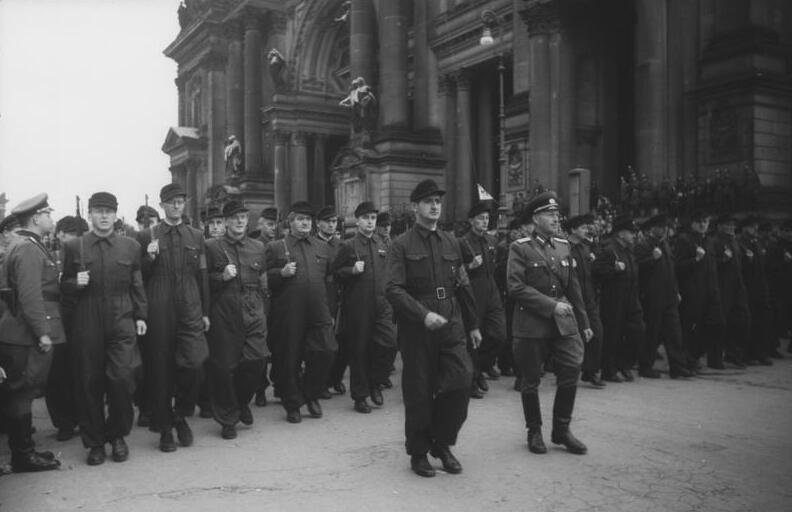
パレードに参加する労働者階級戦闘団の将兵
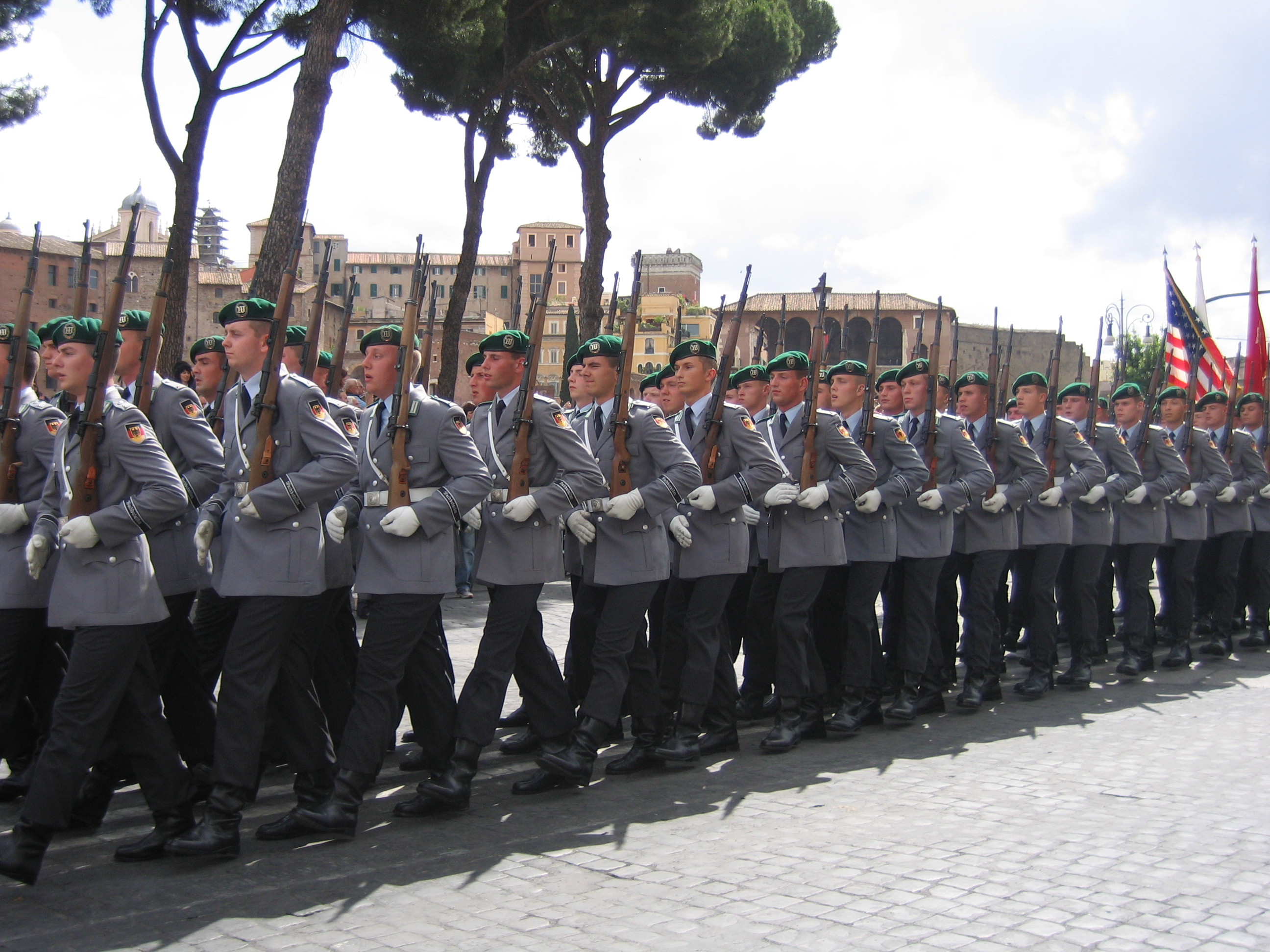
パレードに参加するドイツ連邦軍衛兵大隊の陸軍兵士（2007年）

### 日本
日本陸軍ではほとんど使用されなかったが、日本海軍では士官用の陸戦隊刀帯としてサム・ブラウン・ベルトを採用していた。陸戦隊刀帯は、帯革にフロッグではなくスリングで鞘を吊すようになっていた。戦後の自衛隊では、かつての憲兵に相当する警務官が拳銃帯としてサム・ブラウン・ベルトを装備している。また、海上自衛隊幹部は、甲武装の際及び帯刀しないで儀仗隊指揮官を務める場合に白いサム・ブラウン・ベルトを拳銃帯として着用する。

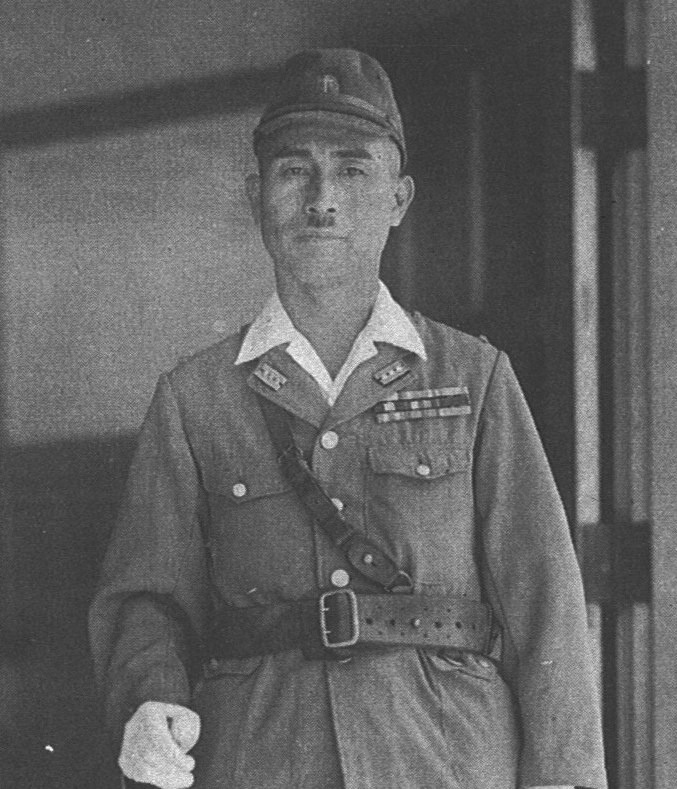
陸戦装備の斎藤正久大佐
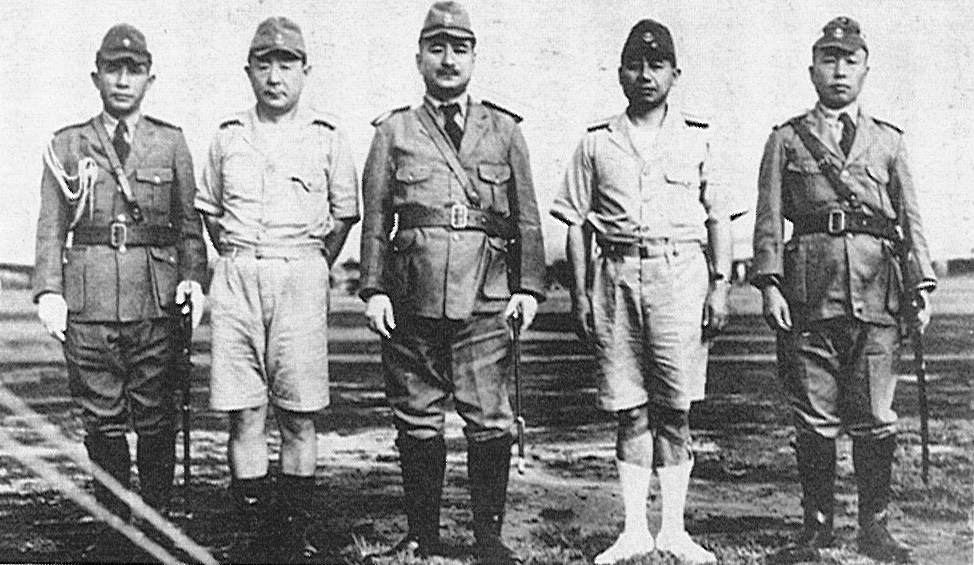
日本海軍航空隊の指揮官
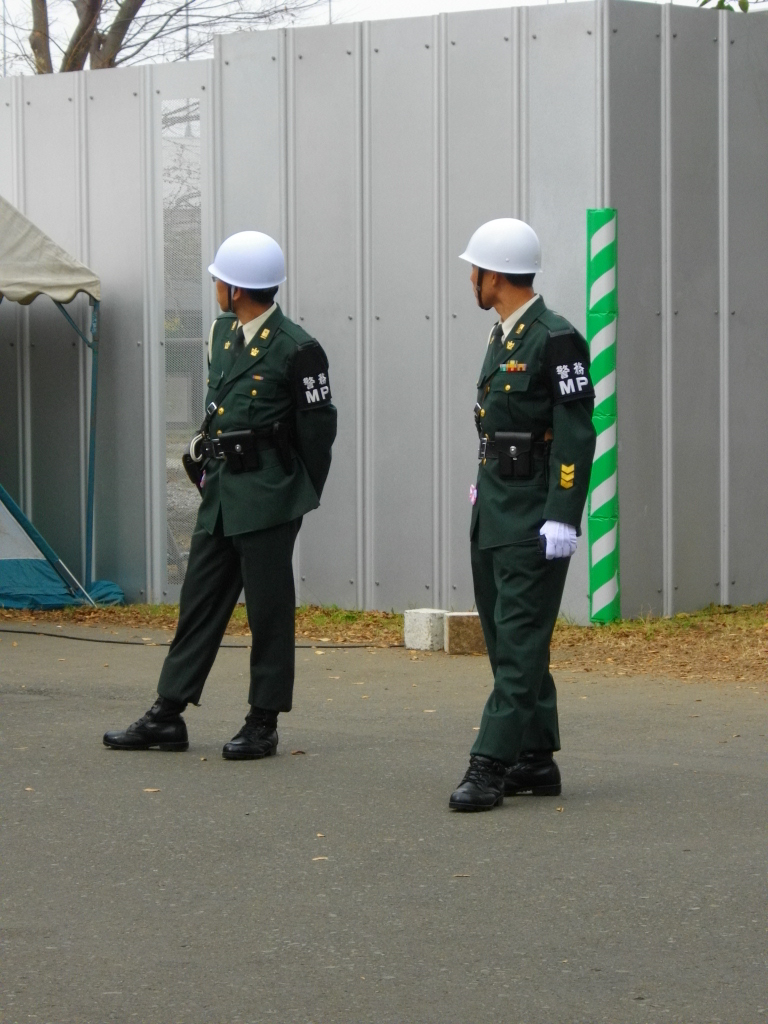
陸上自衛隊の警務隊

### 中国
第二次世界大戦期の中華民国では、独立化した軍閥が各々独自の軍服を着用していた。多くはイギリス、ドイツ帝国、フランス、大日本帝国などから強い影響を受けており、サム・ブラウン・ベルトもしばしば採用された。例えば蔣介石率いる中国国民党の国民革命軍では、准尉以上の階級にある将校にサム・ブラウン・ベルトの装着が義務付けられており、軍人としては特級上将の階級にあった蔣介石自身も軍服を着る場合には着用した。満州国独立後、奉天派軍閥を母体として創設された満州国軍では、日本陸軍に倣った様式の軍服を新たに採用したが、一定階級以上の将校は軍閥時代と同様のサム・ブラウン・ベルトを着用した。

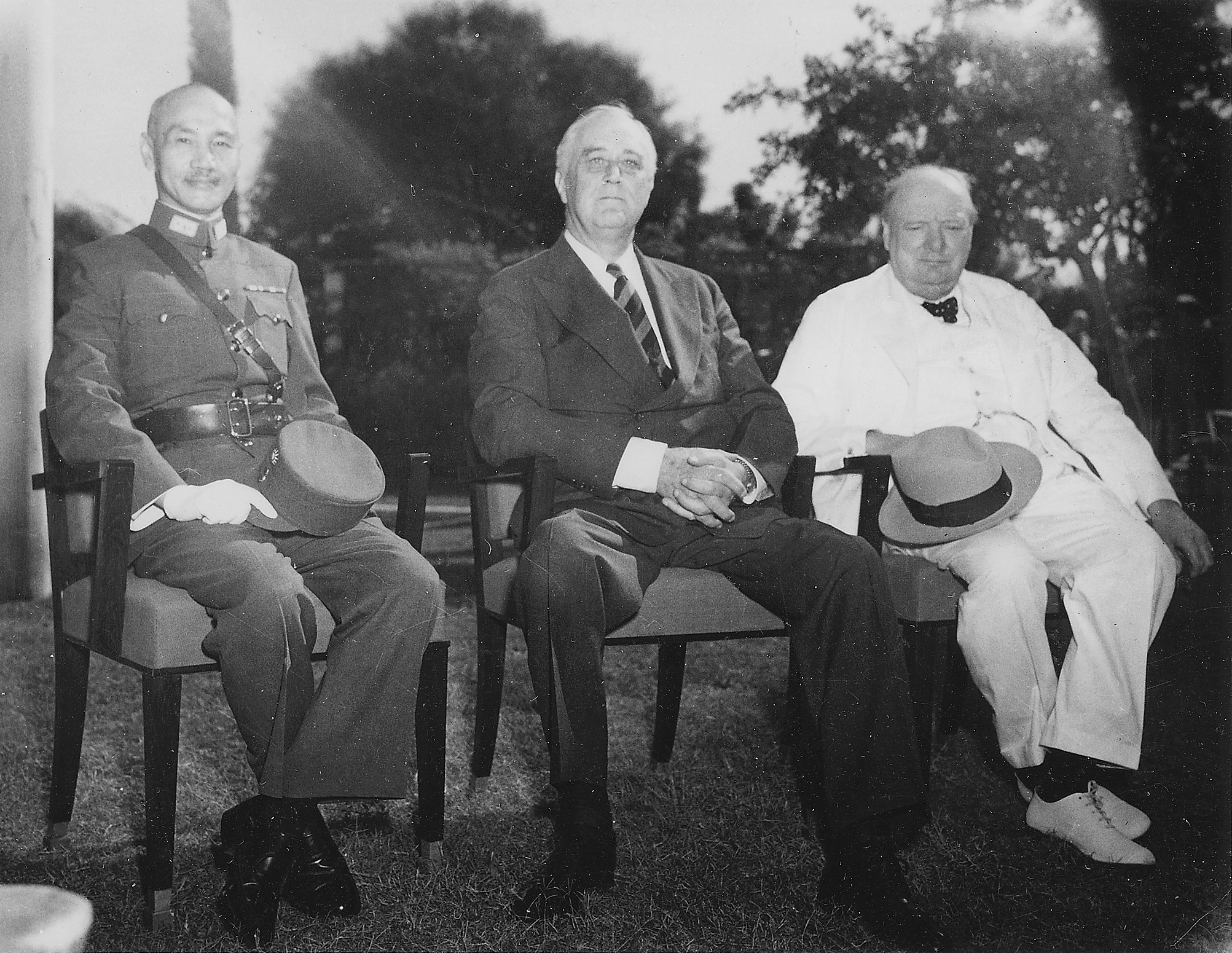
カイロ会談に挑む蔣介石総統
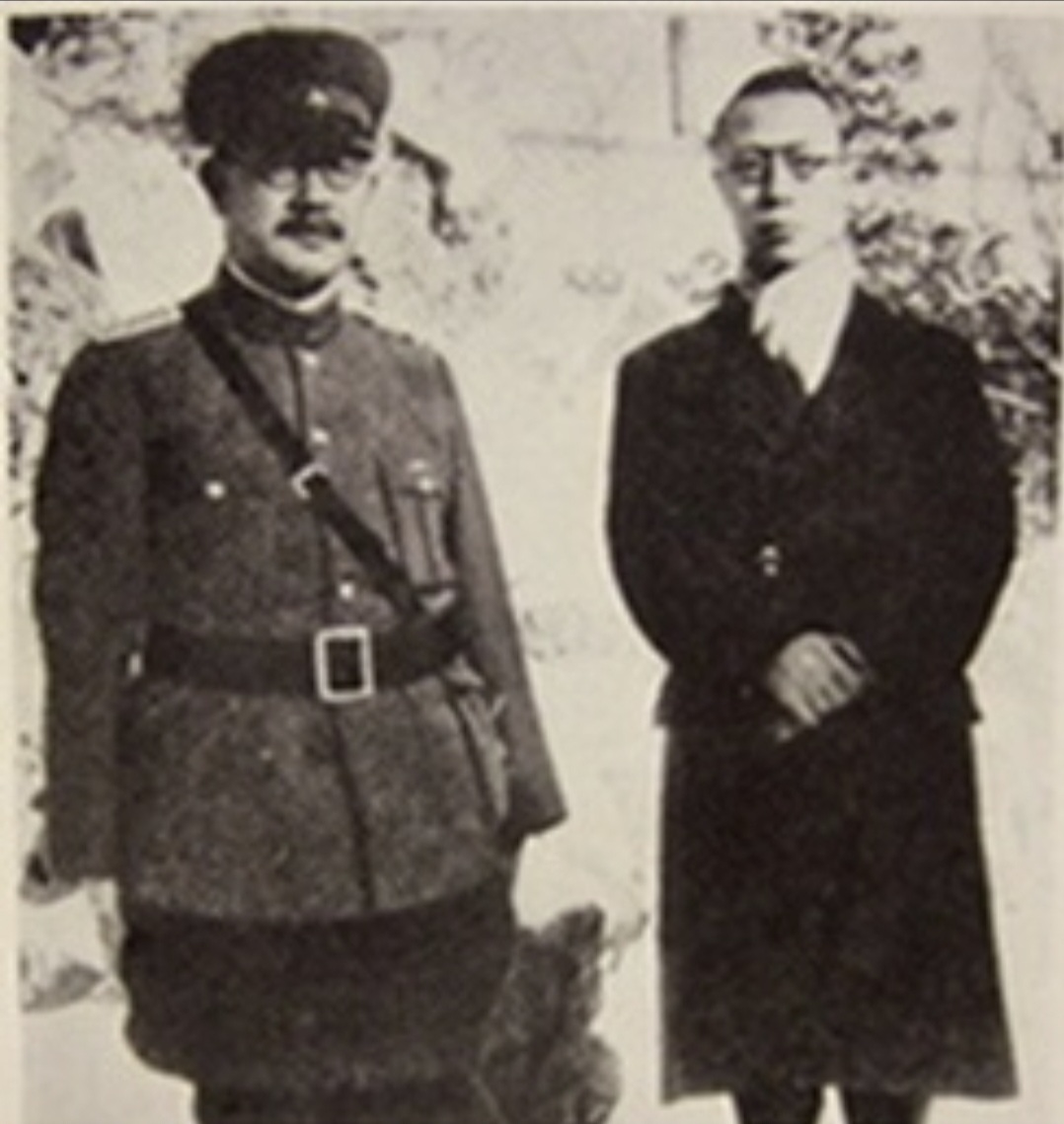
満州国陸軍の工藤忠中将
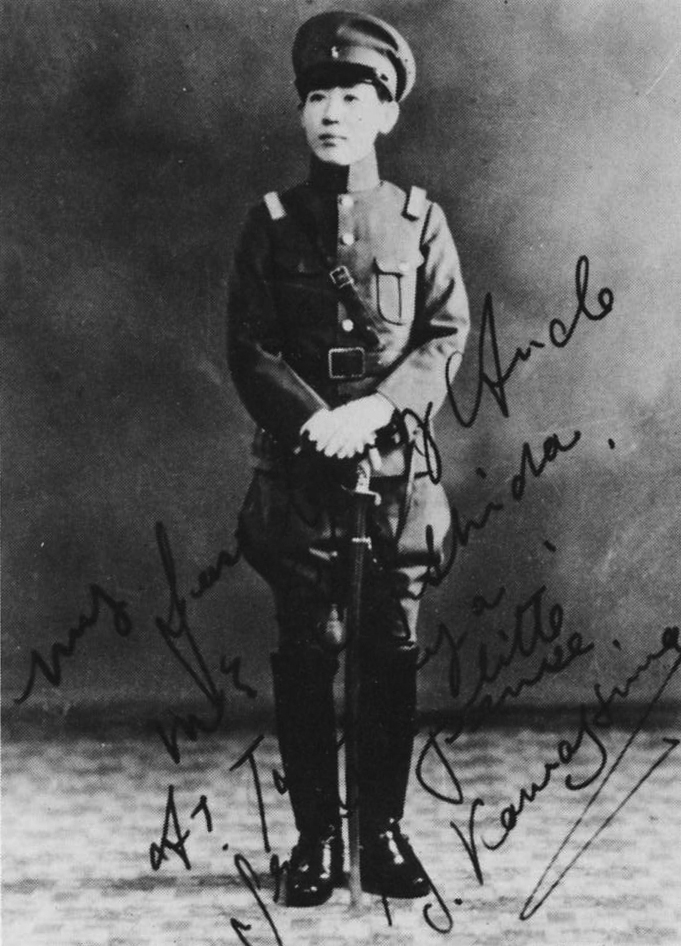
安国軍司令官川島芳子のブロマイド
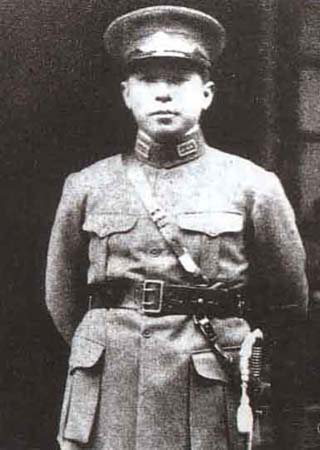
奉天派軍閥の張学良将軍
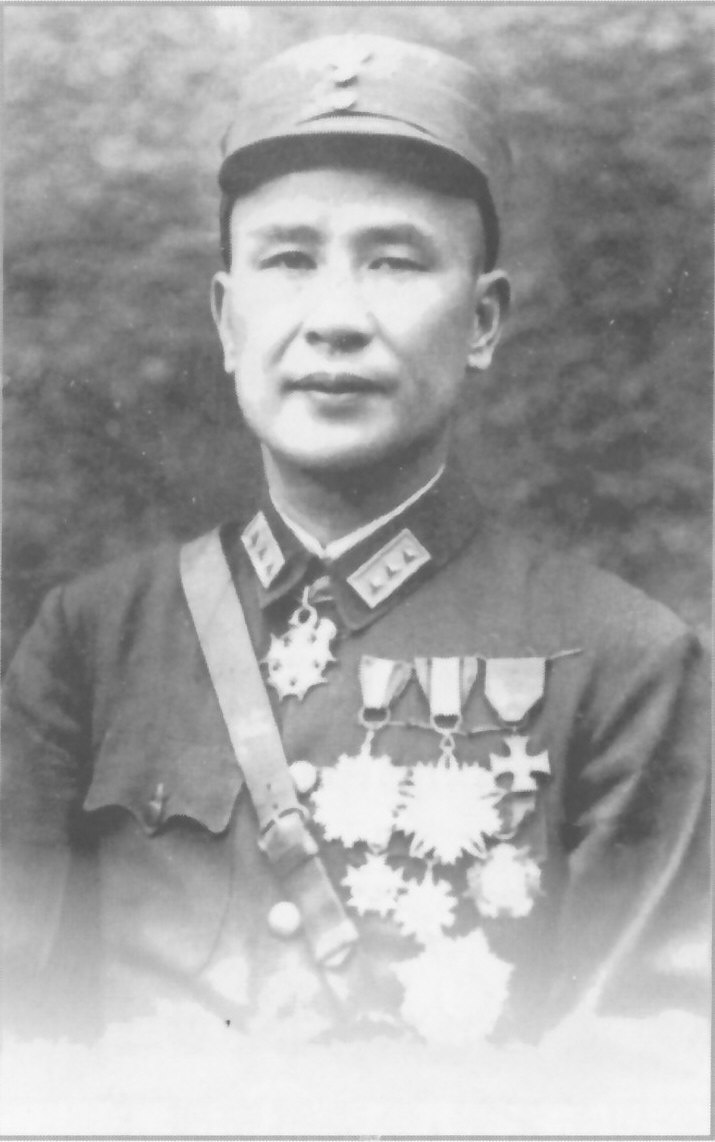
新広西派軍閥（後に国民革命軍）の白崇禧将軍
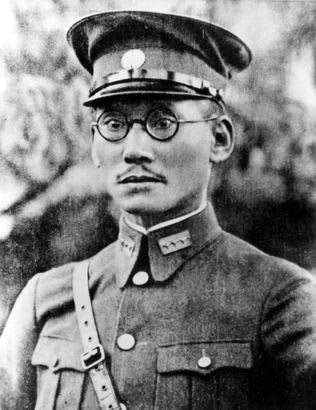
雲南派軍閥の竜雲主席

### その他の国

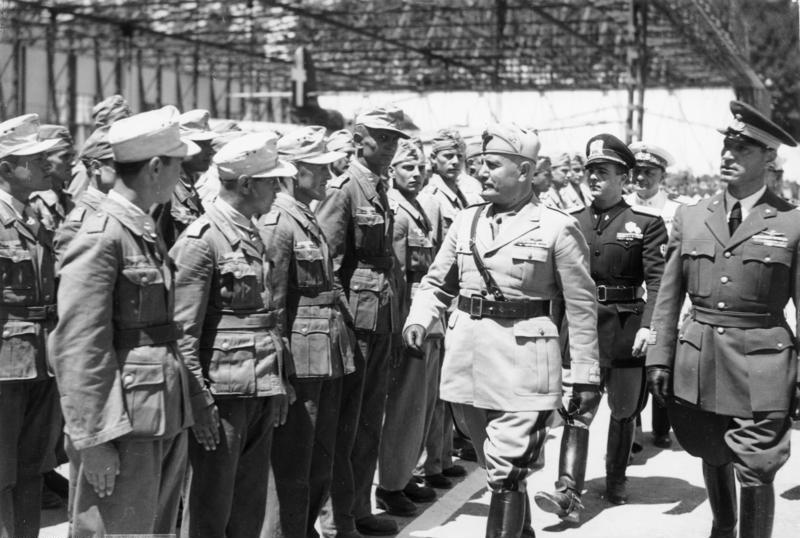
イタリアのベニート・ムッソリーニ統帥
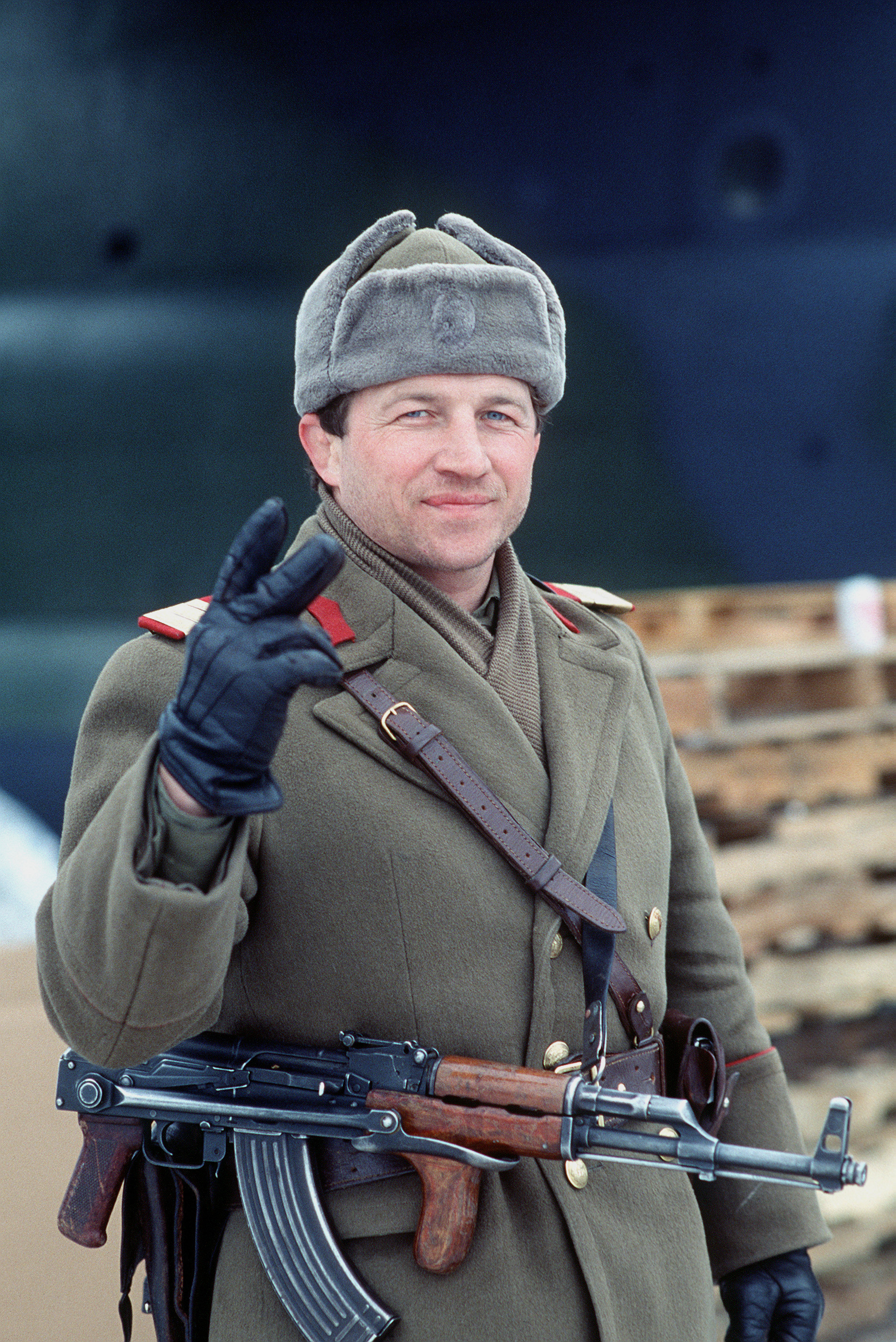
ルーマニア陸軍の兵士
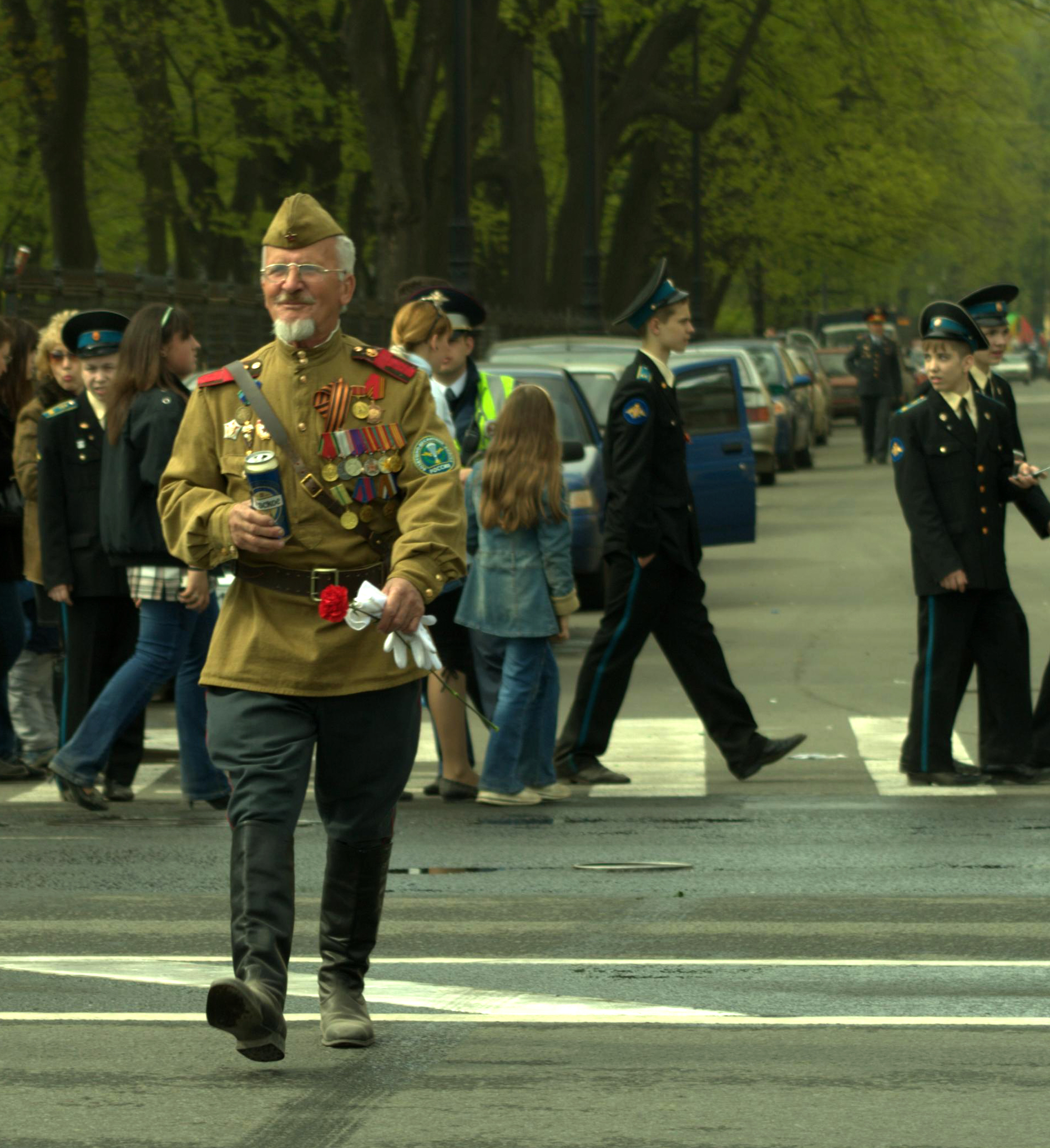
式典に出席するソビエト連邦の退役軍人
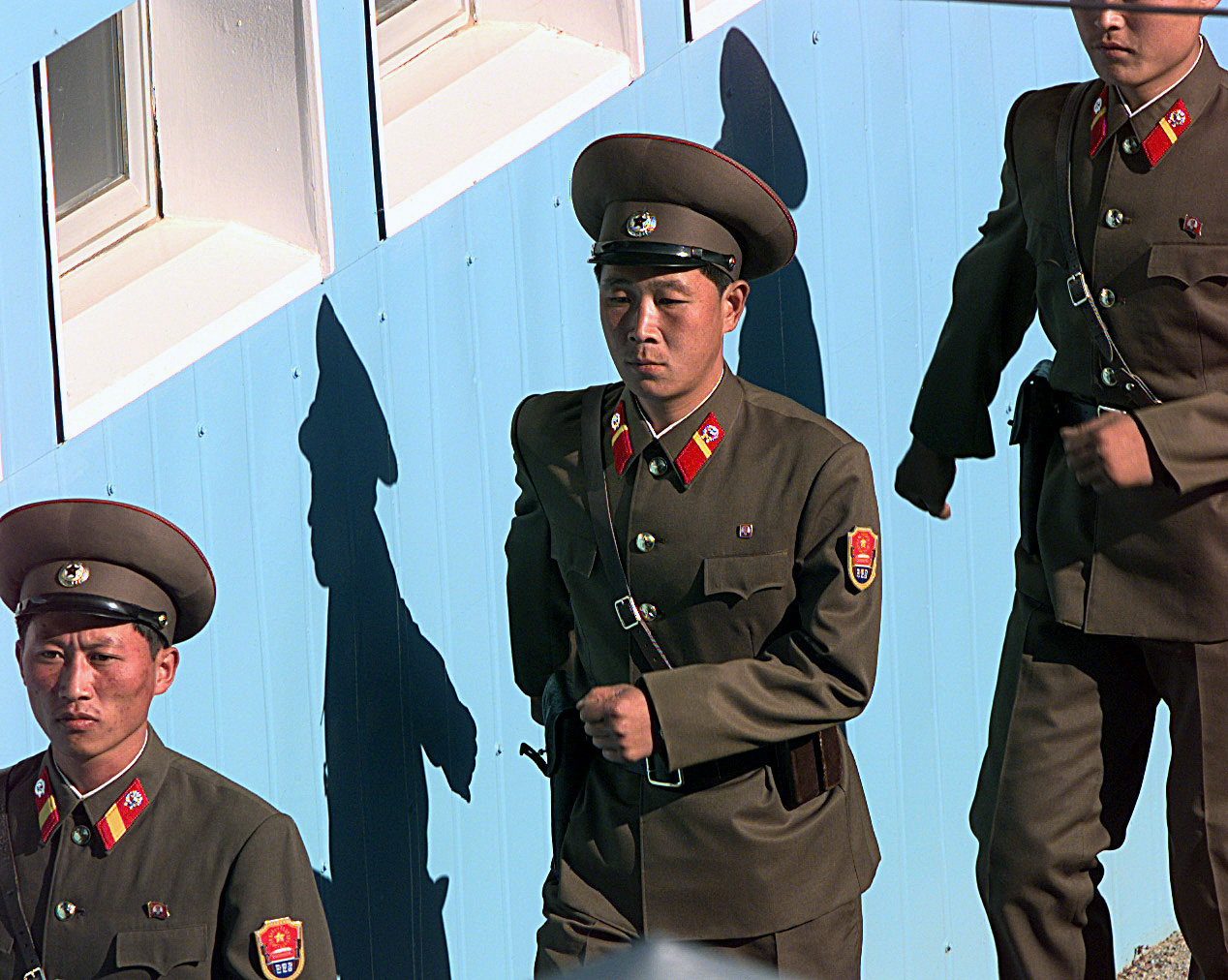
朝鮮人民軍地上軍の兵士

## 警察における使用
サム・ブラウン・ベルトは、世界各国の警察機関でもたびたび採用された。恐らく1940年代から1950年代の間、この傾向は最も広く見られただろう。現在では軍隊と同様に儀礼用装備と見なされるようになり、勤務用装備としては廃れつつあるものの、いくつかの国では装備の重量を分散させる目的で根強く使用されている。

### アメリカ合衆国
現在、アメリカの警察が「サム・ブラウン・ベルト」と呼ぶものは、大抵の場合はクロスストラップやその付属品が除かれている。ダブルピンのフレームバックルで長さを調整されたベルトは、バックルのバーを2個のフックに掛けて装着し、さらにポストで留め、先端はベルトループに通して固定する。補強は古い形式のハーフ・ライニング（補強用の革を全長の半分だけに裏貼りしたベルト）ではなく、フル・ライニング（全周に補強用の革が裏貼りされたベルト）となっている。これにより重量は増すが、ベルトの何れの箇所にも装備品を装着できる。
ニュージャージー州警察勤務服、アーカンソー州警察、カンザスハイウェイパトロール、ミズーリハイウェイパトロール、ニューヨーク市警察(NYPD)ハイウェイパトロール、NYPD儀仗隊、NYPD補助儀仗隊、ロサンゼルス市警察・郡保安局、サンタモニカ市警、ビバリーヒルズ警察、オレンジ郡保安局など、アメリカのほとんどの警察や多くの民間警備員の通常勤務服として今日まで使用されているが、所属や勤務形態によっては、同デザイン同サイズでプラスチック・バックルに合成繊維製ベルト（及び合成樹脂製装着具）を着用する事もある。（SWAT隊、森林警備隊、公園管理警察、自転車部隊など）

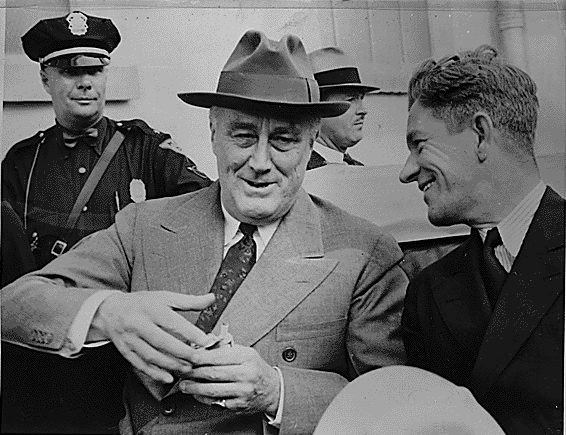
ルーズベルト大統領を護衛する警察官
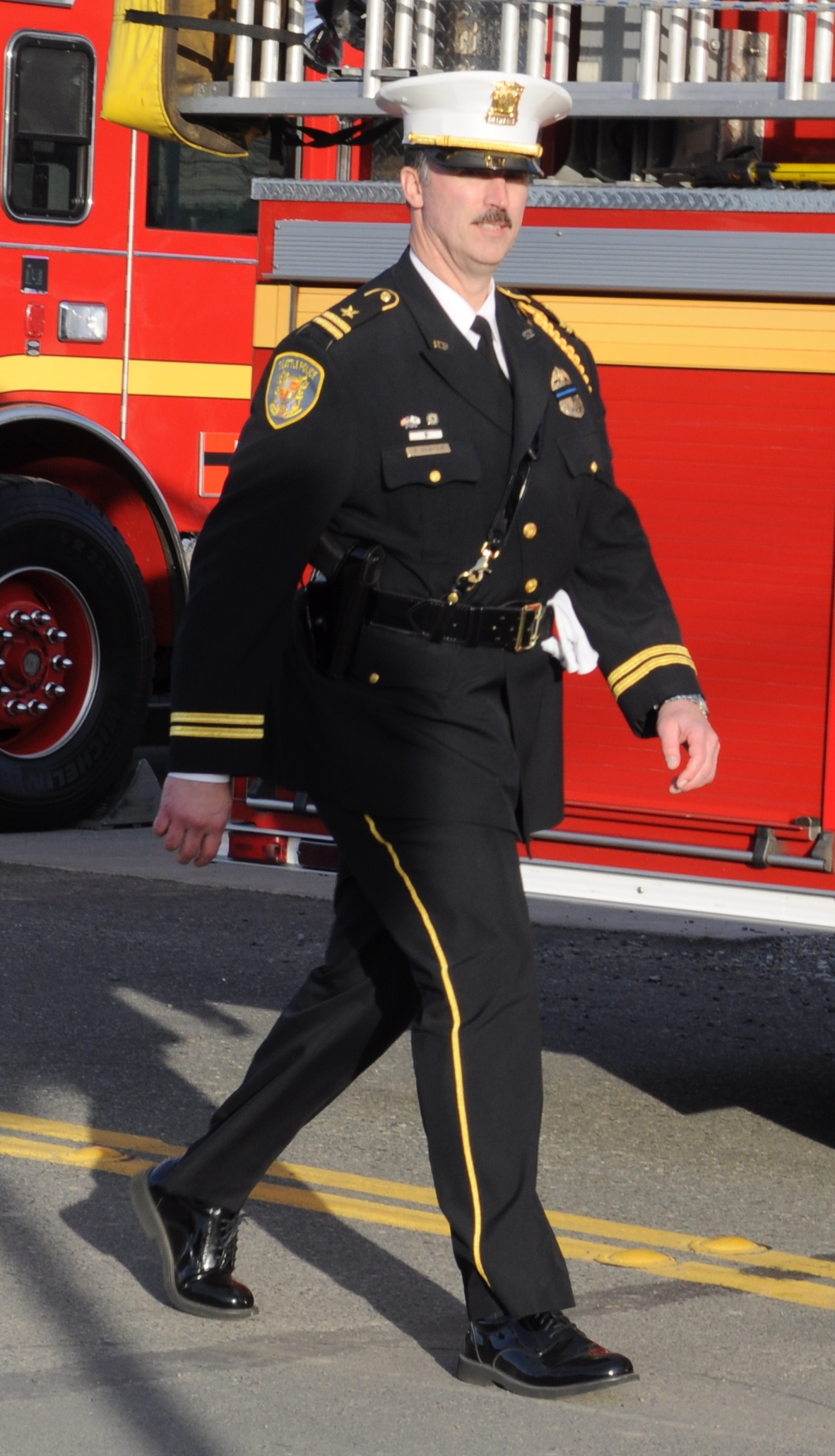
儀礼服姿の警察官（シアトル）
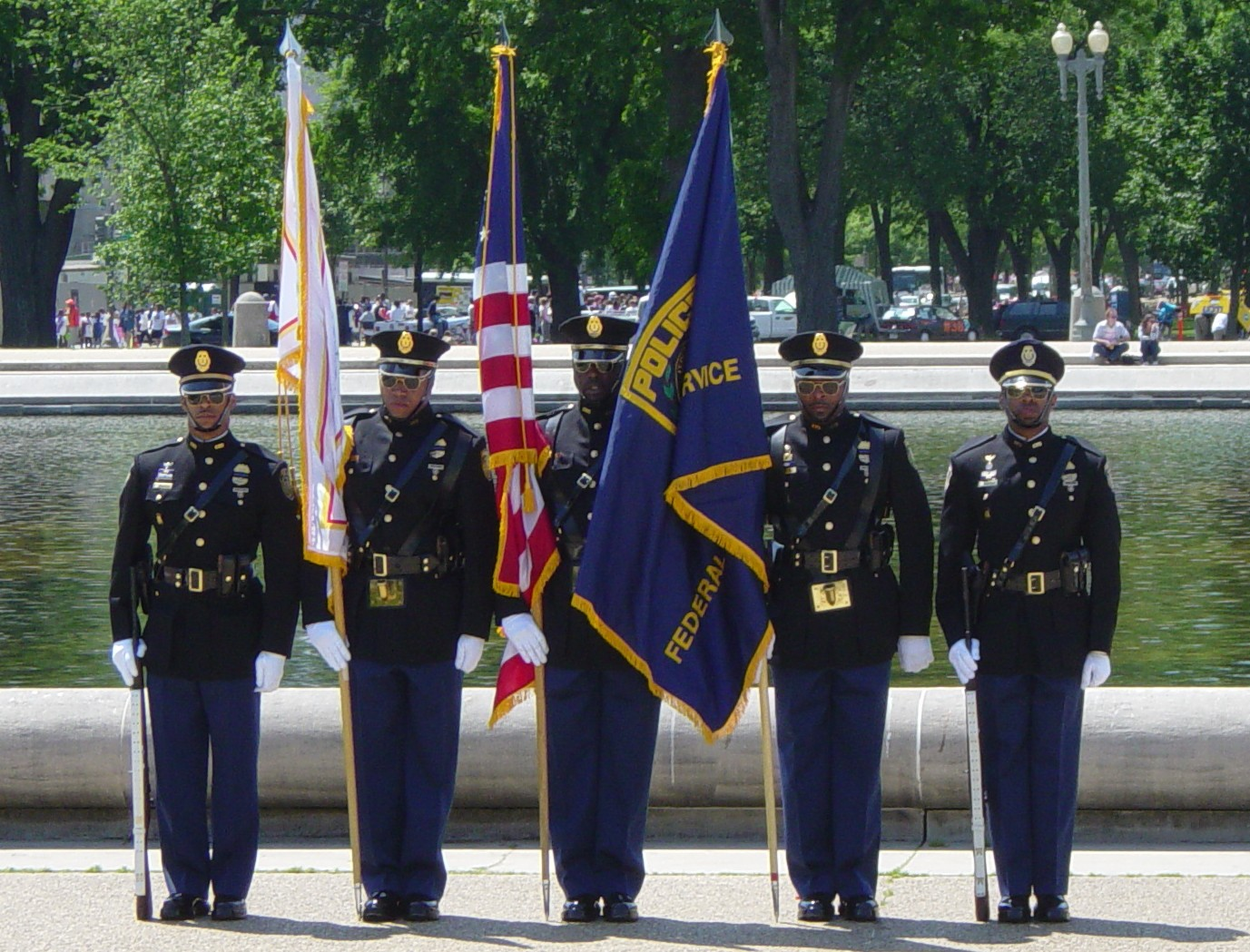
連邦防護局所属のカラーガード
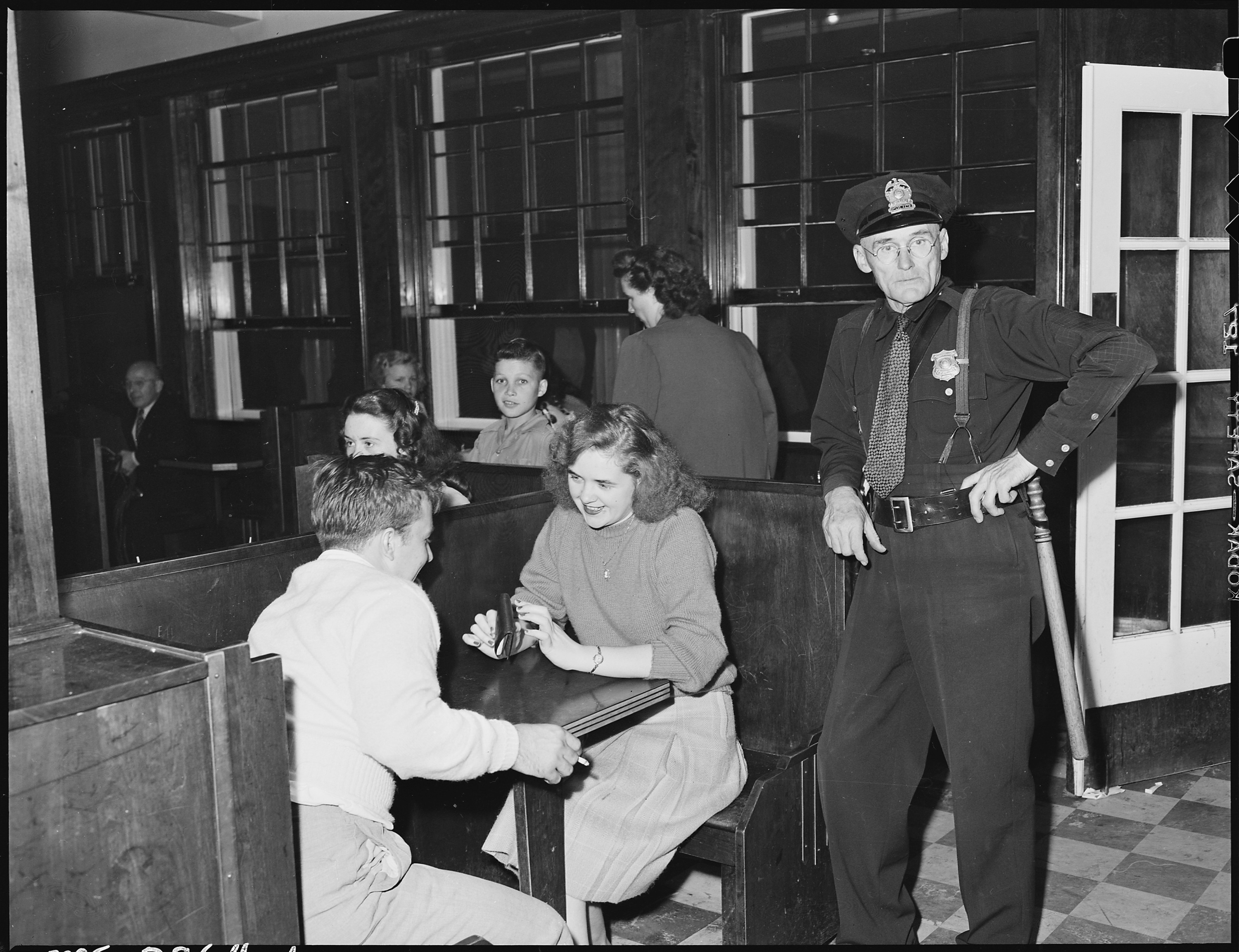
1940年代の警察官
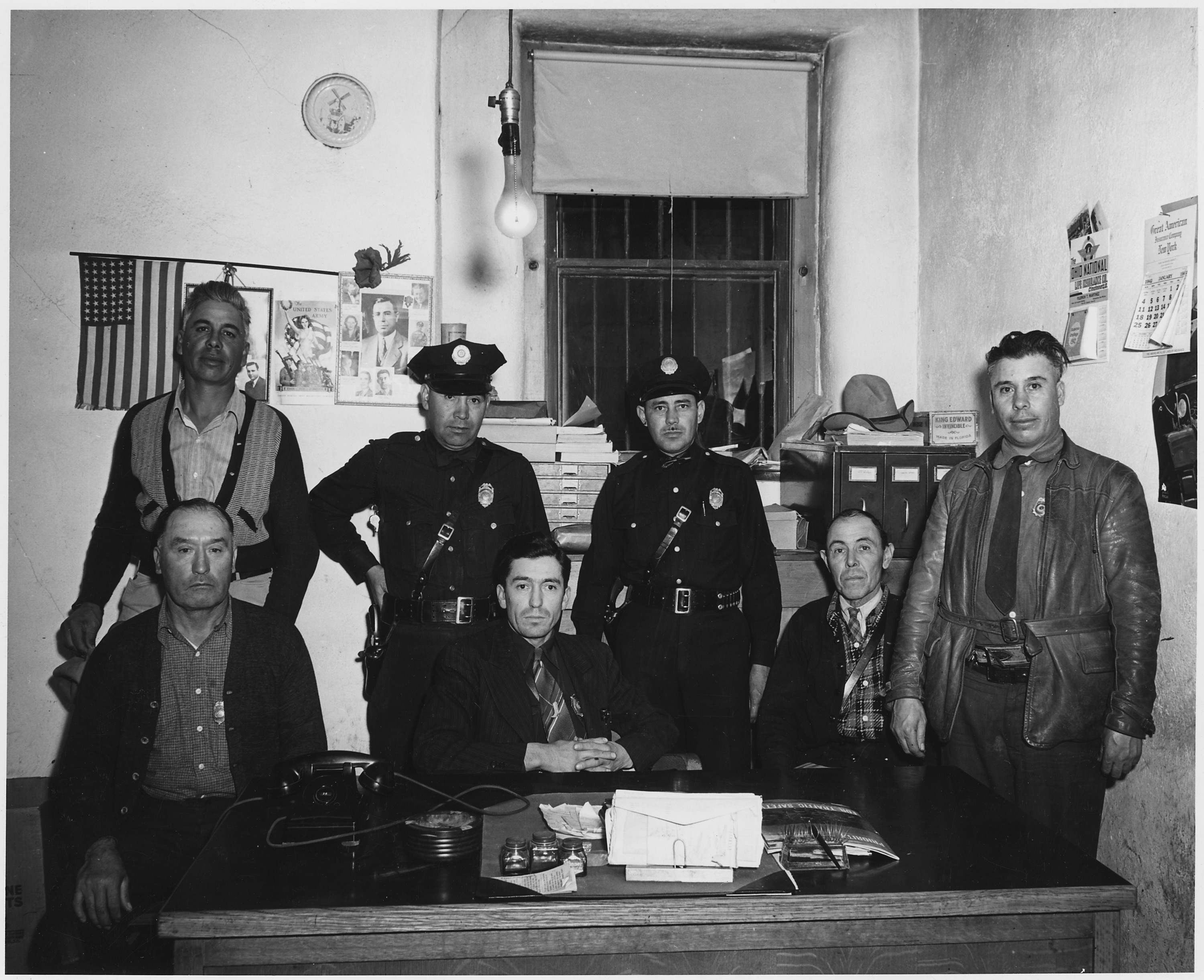
ニューメキシコ州の保安官事務所（1941年）
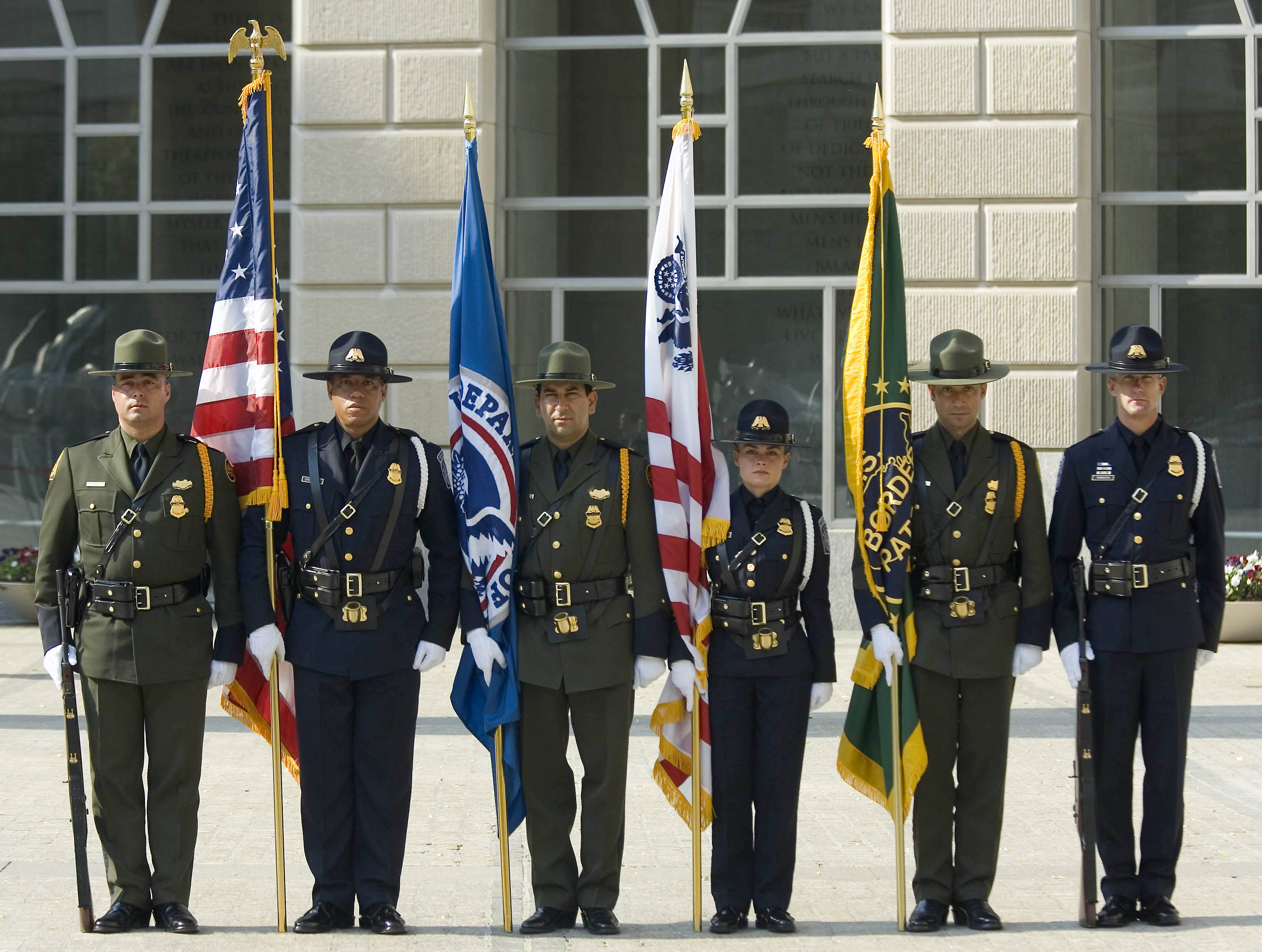
税関・国境警備局のカラーガード（2007年）
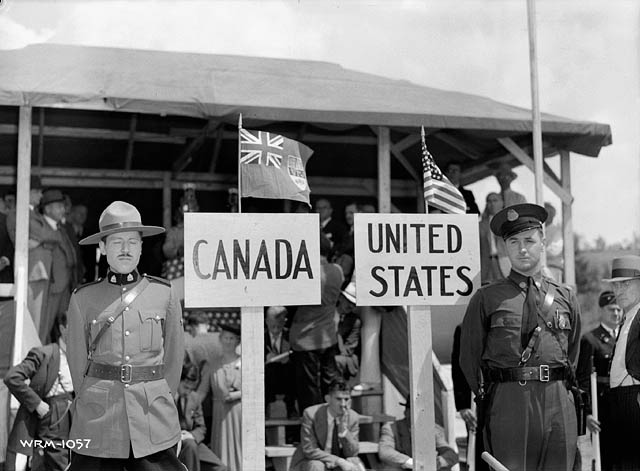
カナダとアメリカの騎馬警官（1941年）

### イギリス連邦諸国
王立カナダ騎馬警察儀礼服で着用される他、オーストラリアではビクトリア州警察騎馬隊が白いサム・ブラウン・ベルトを着用し、ニューサウスウェールズ州警察(NSW)自転車隊、儀仗隊、NSW警察学校儀仗隊の警部及び巡査部長が黒いバスケット織りのサム・ブラウン・ベルトを着用している。オーストラリア連邦警察儀仗騎馬隊の幹部も同様のものを着用する。

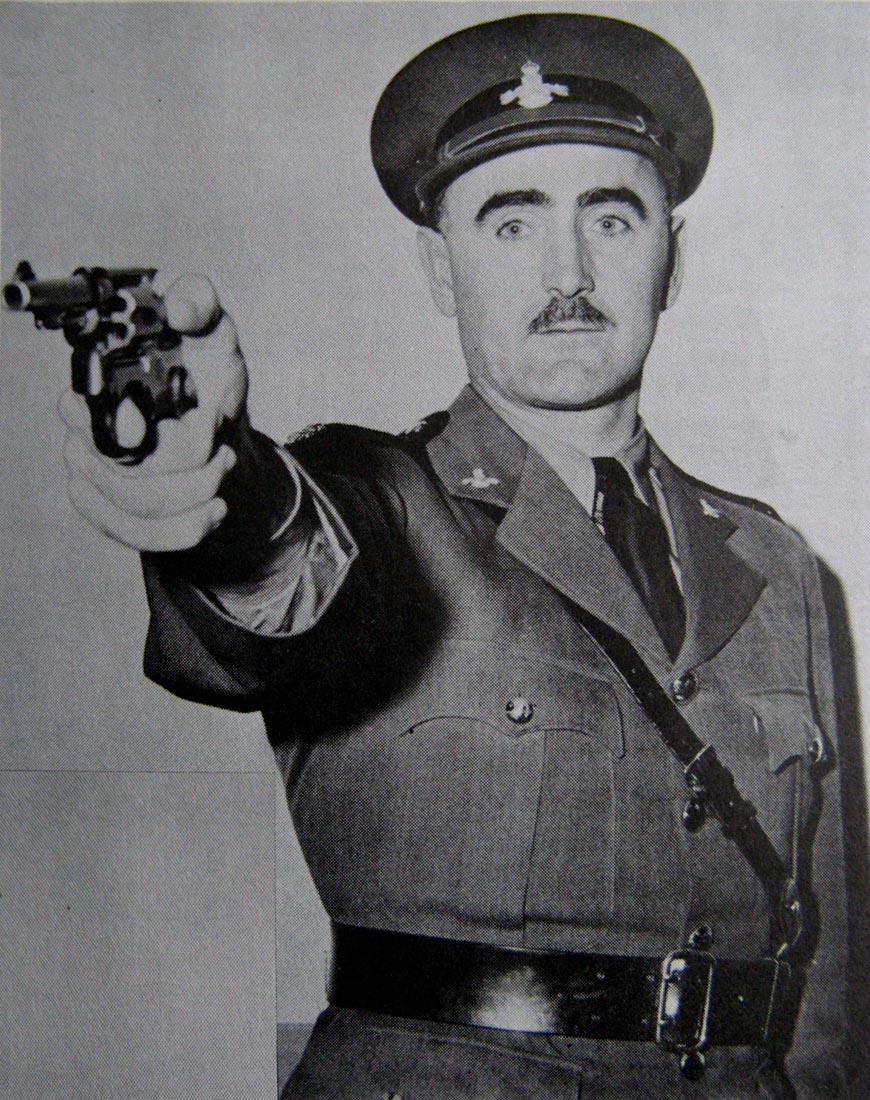
カナダ・ブリティッシュコロンビア州の警察官
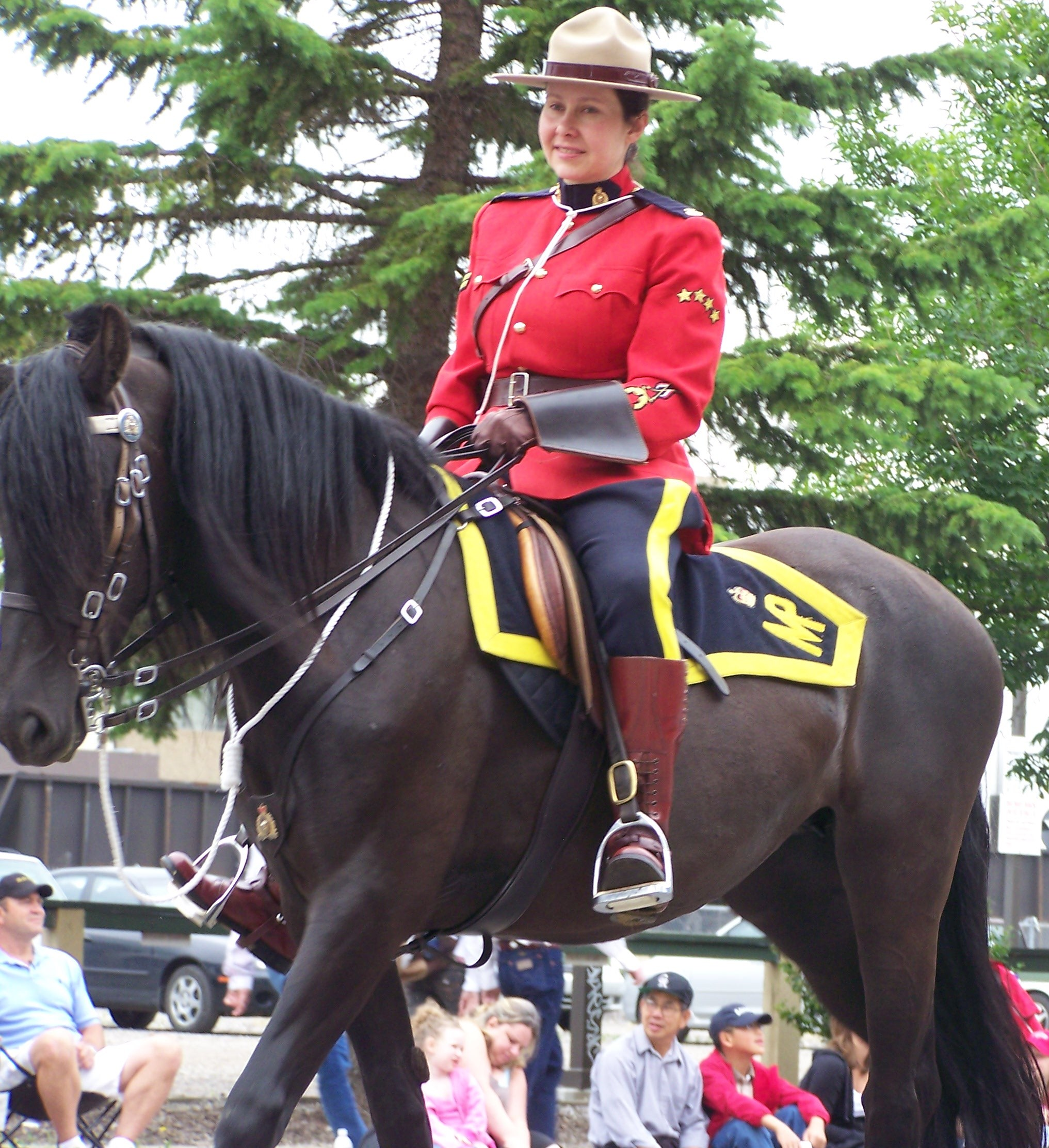
王立カナダ騎馬警察の隊員
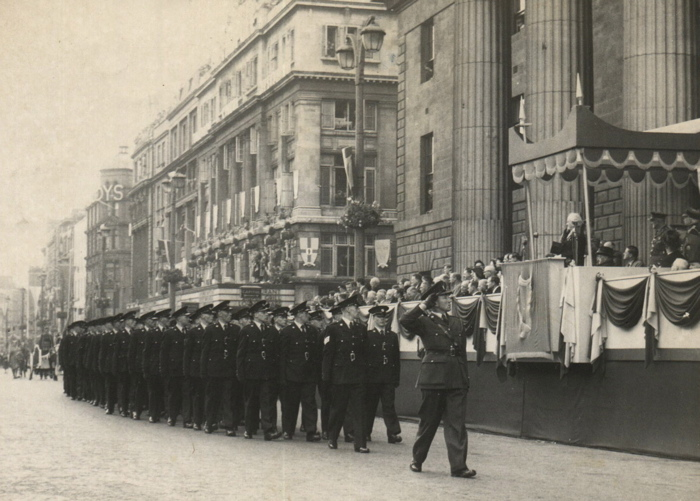
アイルランドの警察（1954年）

### イタリア
イタリアでは赤い縁取りを施した黒いサム・ブラウン・ベルトをカラビニエリの准士官及び士官が着用する。白色のサム・ブラウン・ベルトはイタリア警察の協力要員が着用する。反射材のサム・ブラウン・ベルトは夜間目立つ為、安全装備としてサイクリストの間で人気がある。オレンジ色のものはジュニア・セーフティ・パトロール（通学路巡視員）が着用している。

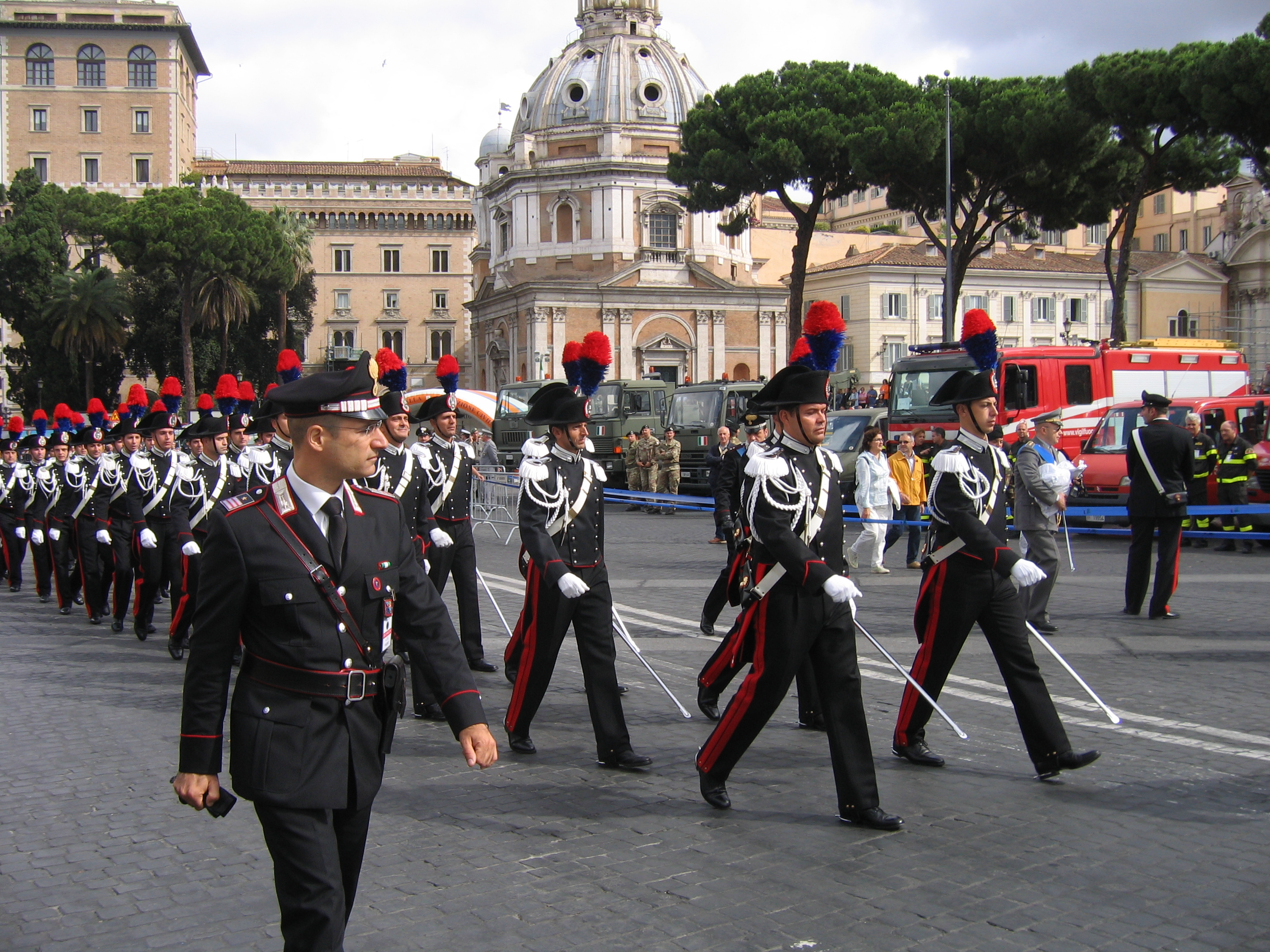
カラビニエリの観閲式
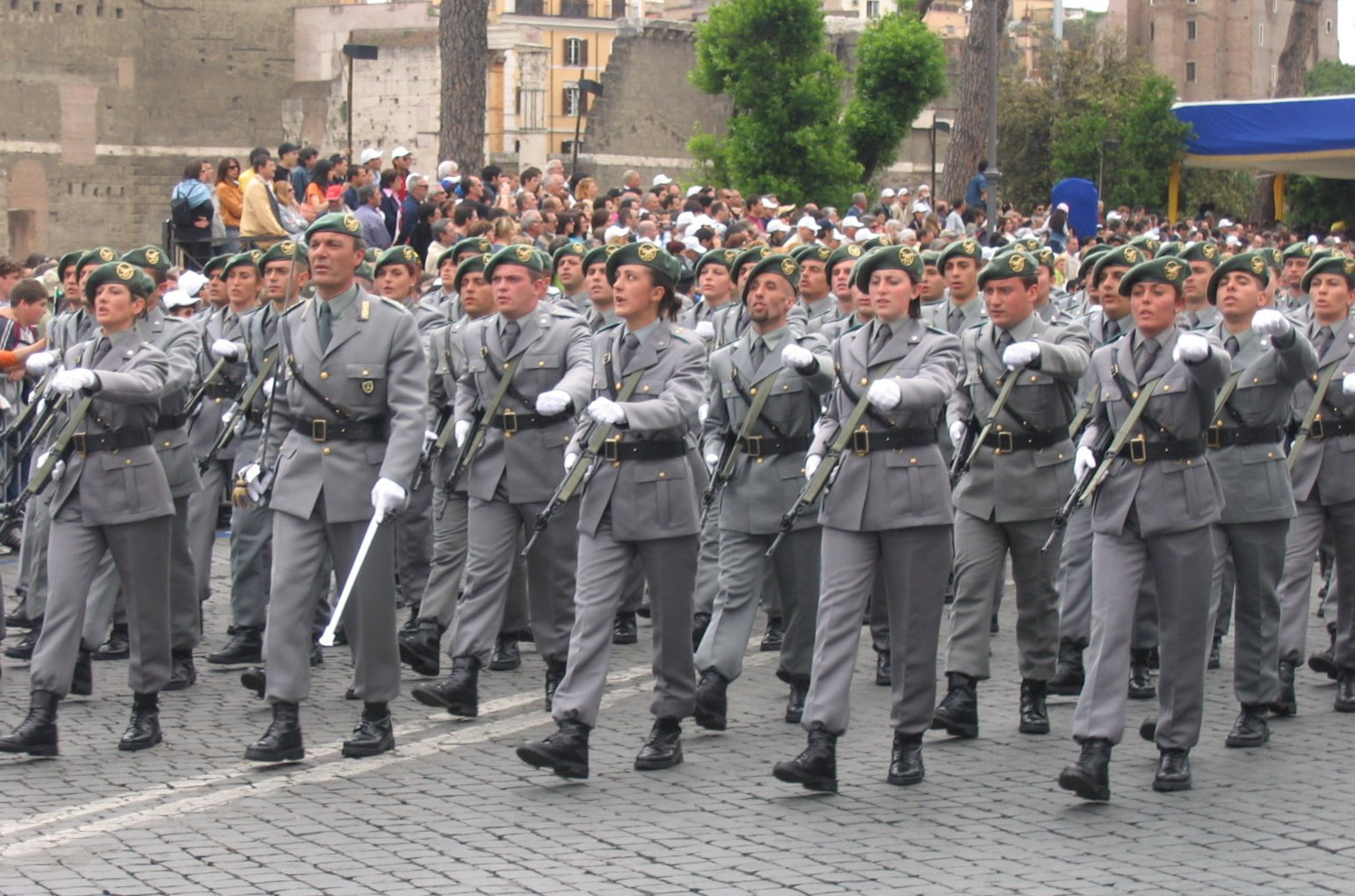
イタリアの森林警備隊

### 日本

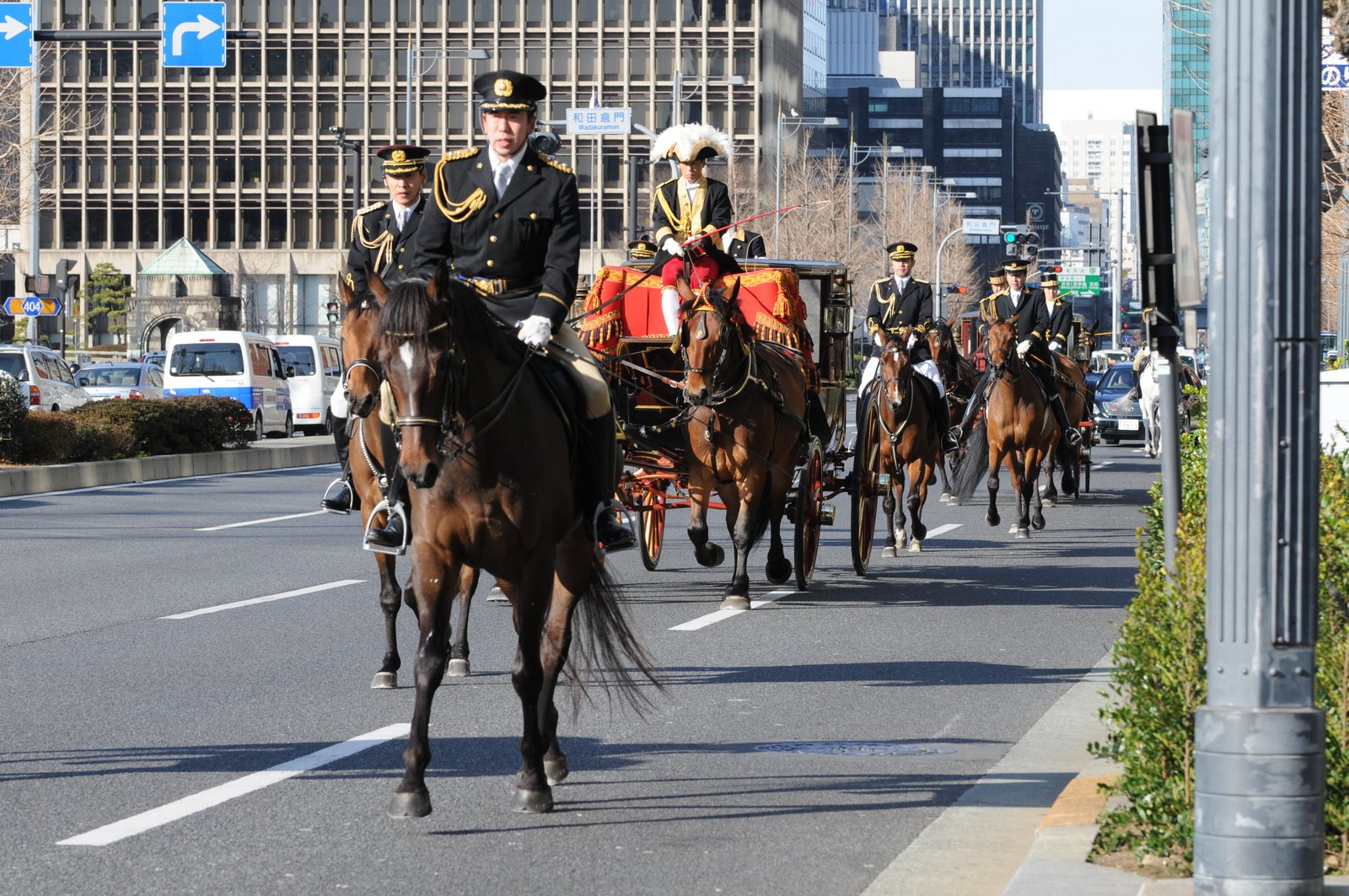
警視庁騎馬隊と皇宮護衛官。後方の皇宮護衛官（赤い縁取りで鉢巻に金線が入った帽子、袖に金線の飾り）はサムブラウンベルトを着用しているが、手前の警視庁騎馬隊員は使用していない。

日本の警察では1946年（昭和21年）から1994年（平成6年）まで、左肩から着用するサム・ブラウン・ベルトを使用していた。皇宮警察では、その後も皇宮護衛官の儀礼服用として使用し続けている。また、1987年に採用された警視庁のマスコットキャラクターであるピーポくんは当時の警察官に倣いサム・ブラウン・ベルトを着用しており、1994年以降もデザインは変更されていない。

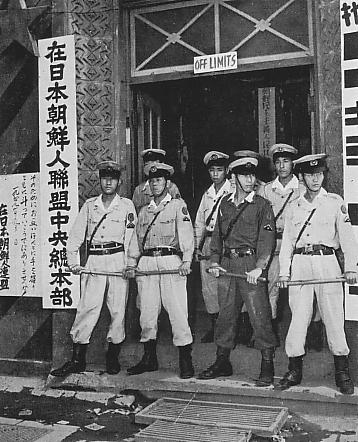
在日本朝鮮人連盟本部の強制捜査に当る警察官（1949年）
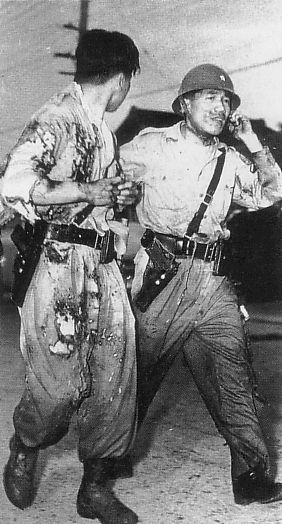
吹田事件にて火炎瓶攻撃を受け負傷した警察官（1952年）
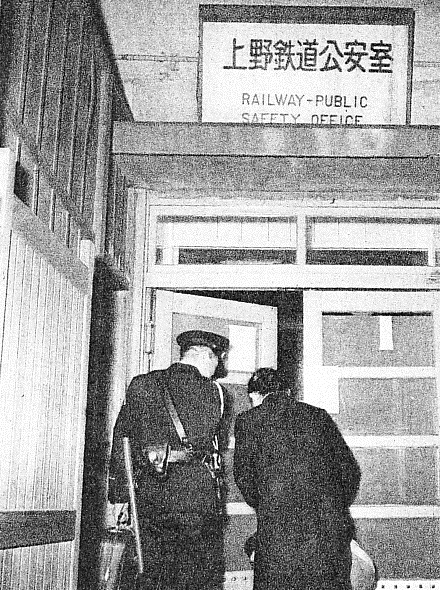
鉄道公安職員。
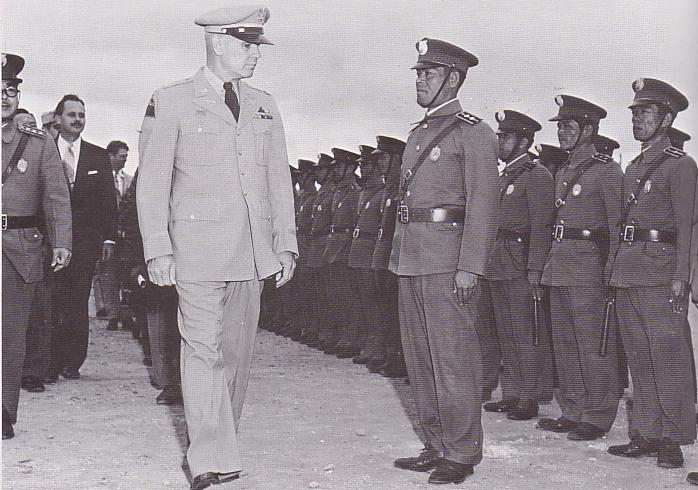
群島警察（琉球警察の前身）の警察官
漫画『こちら葛飾区亀有公園前派出所』の登場人物、両津勘吉巡査長。連載が開始された1976年頃の警察官を模している。
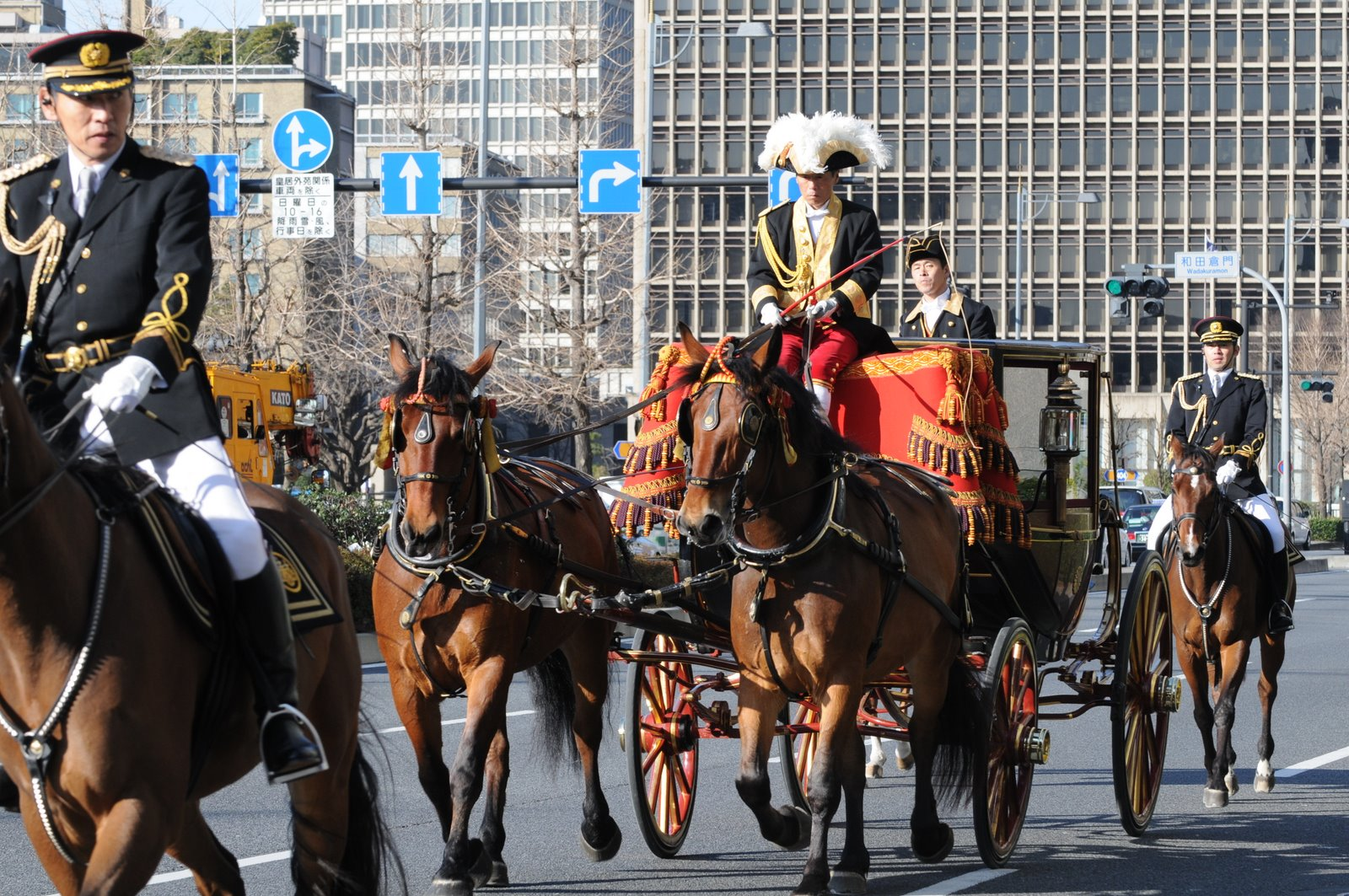
信任状捧呈式を先導する皇宮護衛官
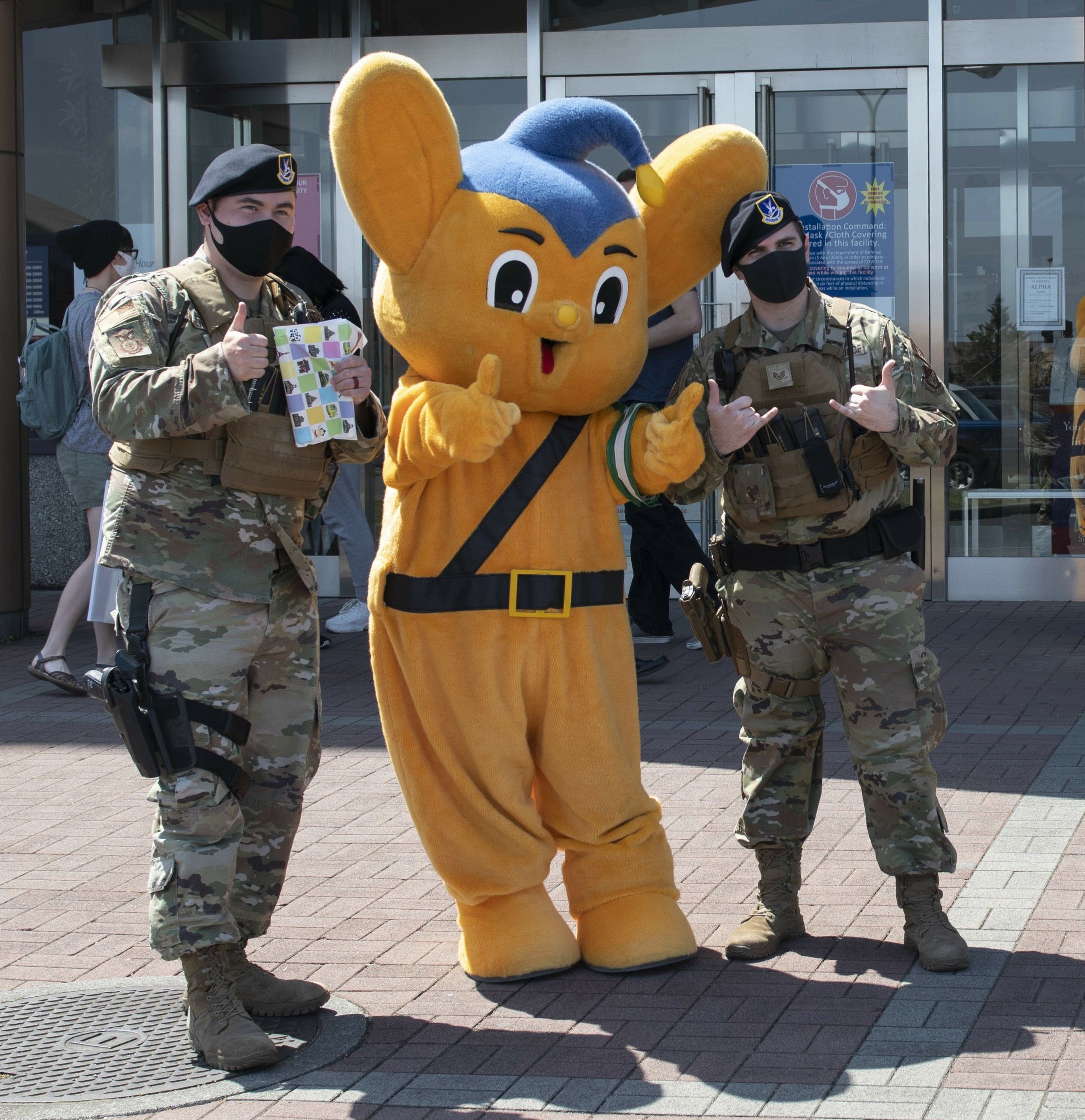
警視庁公式マスコットのピーポくんの着ぐるみ。（中央）。

### その他の国

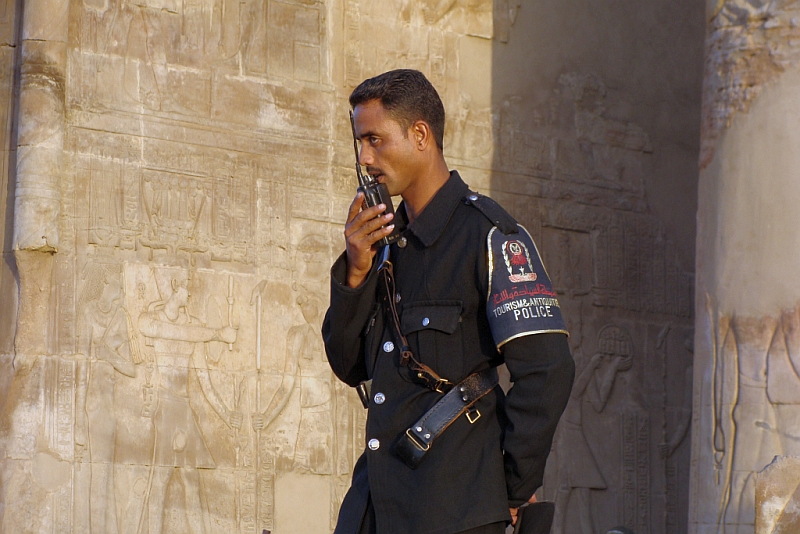
エジプトの警察官。ウェストベルトを解いている
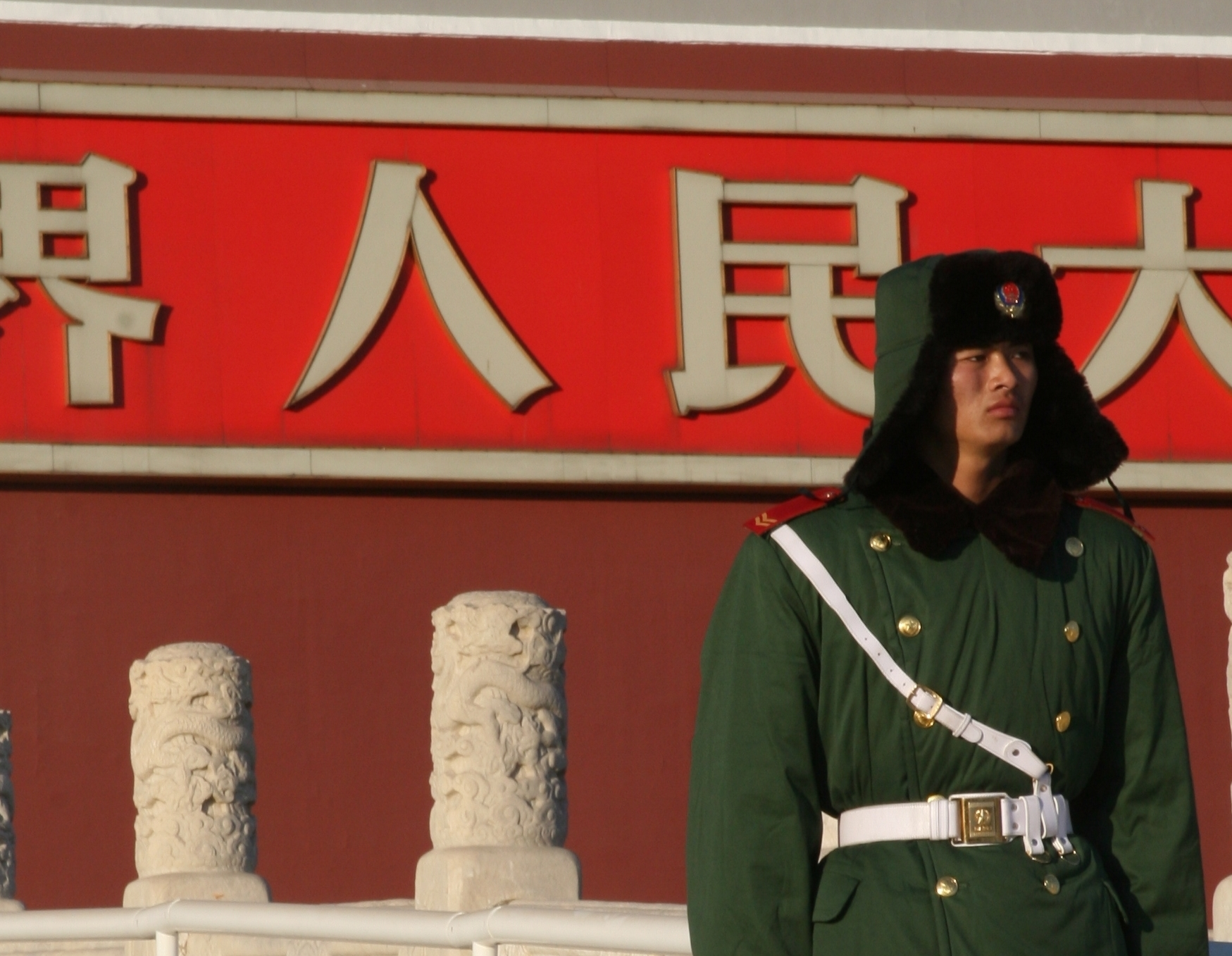
天安門広場を警備する中国人民武装警察部隊の隊員
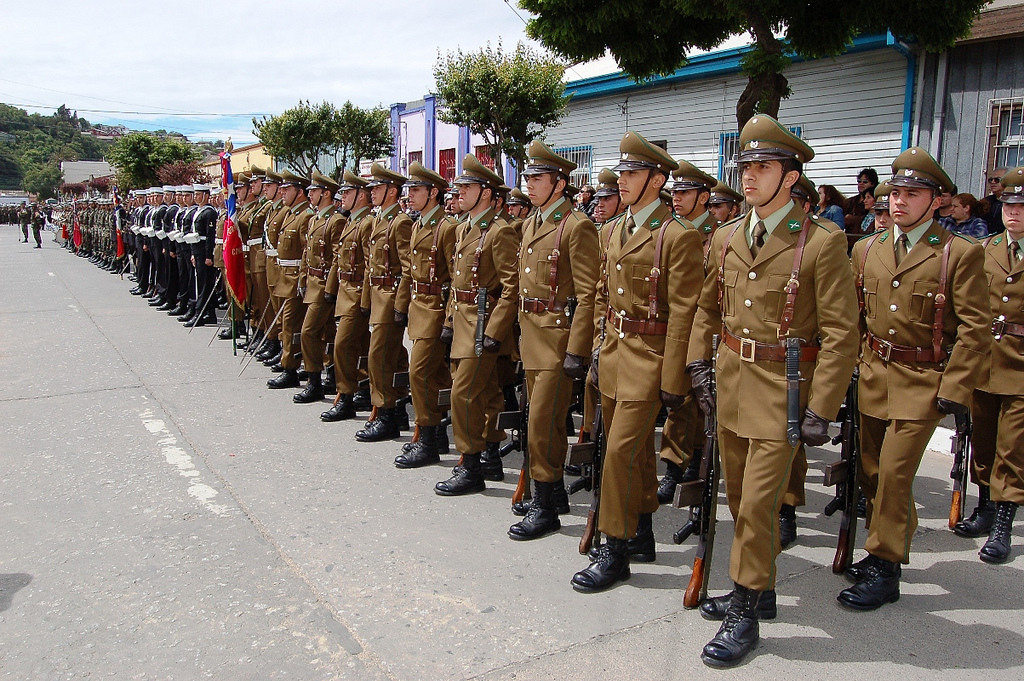
カラビネーロス・デ・チレの隊員。2本の垂直ベルトを装着している
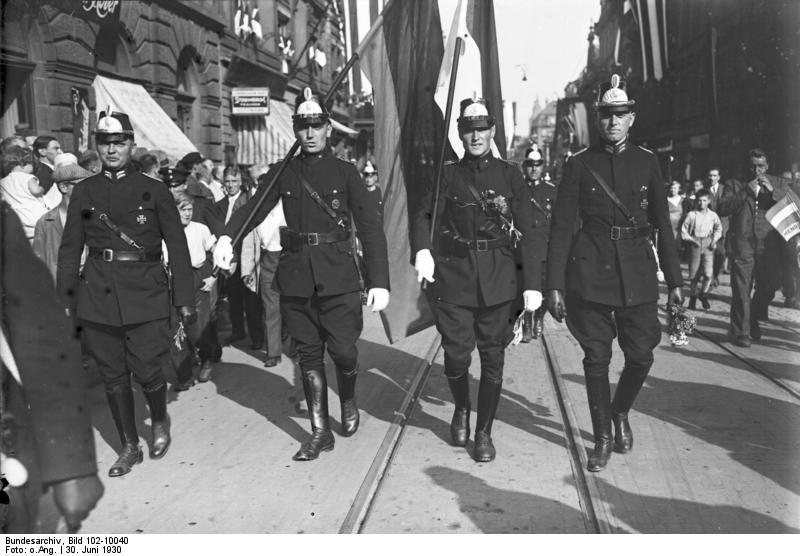
マインツのパレードに参加する警察官（1930年）
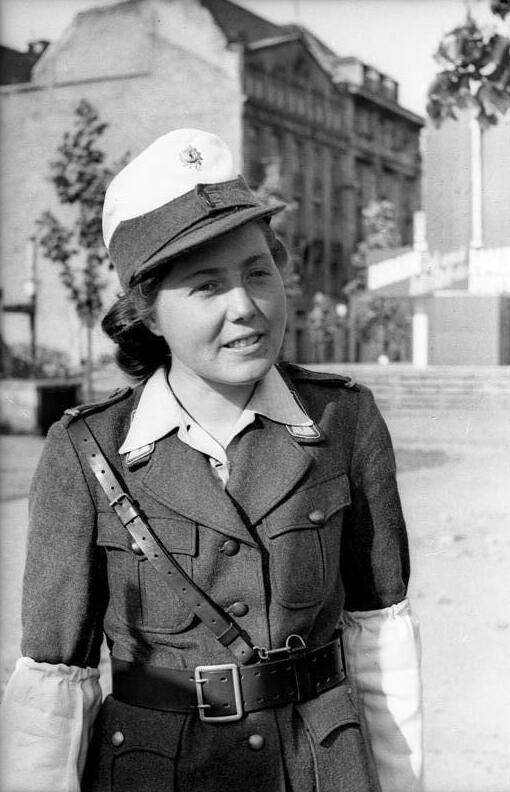
東ベルリンにおけるドイツ人民警察の女性交通巡査（1949年）

## その他の使用
第二次世界大戦以前には軍隊や警察以外でも、国家社会主義ドイツ労働者党（NSDAP, ナチ党）やドイツ共産党などの政党がサム・ブラウン・ベルトを制服の一部に取り入れることがあった。
NSDAPの制服は古いヨーロッパスタイルの軍服を元にデザインされており、サム・ブラウン・ベルトもその一部として広く用いられた。アドルフ・ヒトラーや主要な党幹部だけでなく、党の準軍事組織である突撃隊や親衛隊の隊員はたびたびサム・ブラウン・ベルトを着用した写真を残している。
- 政党の制服としての使用

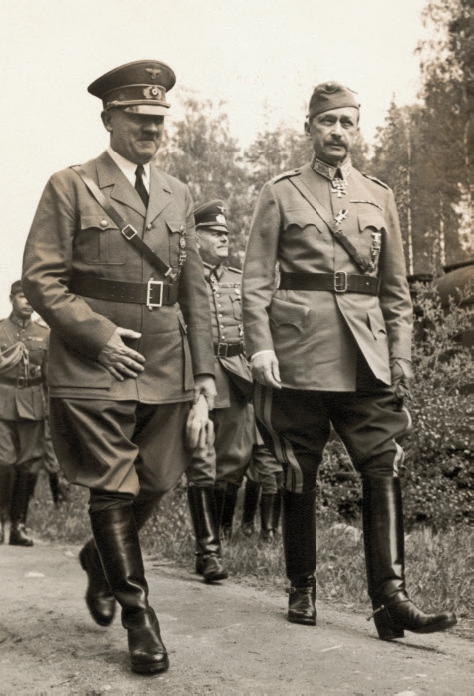
ヒトラー総統とマンネルヘイム将軍
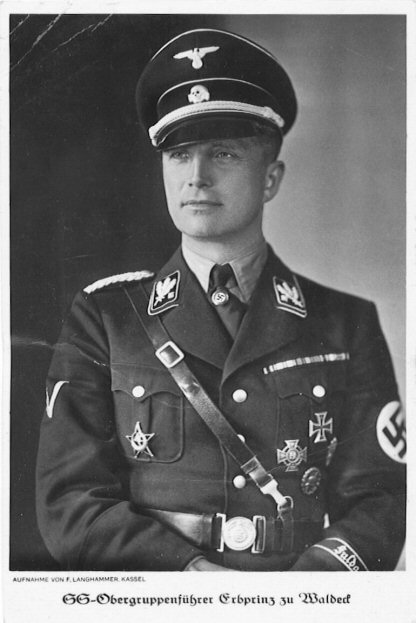
ヨシアス・ツー・ヴァルデック＝ピルモント親衛隊大将
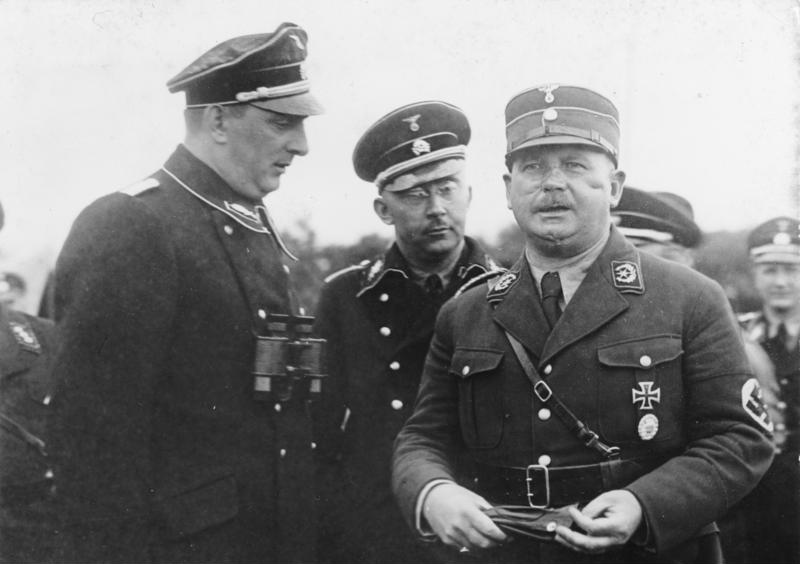
エルンスト・レーム突撃隊幕僚長(右の人物)
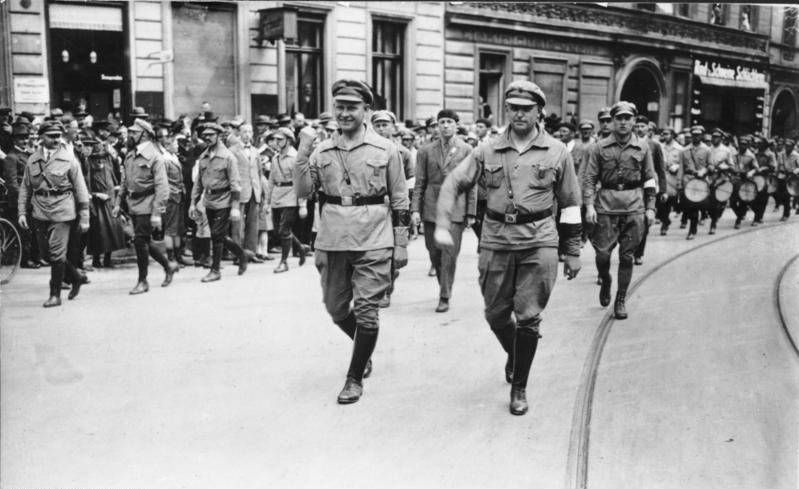
ドイツ共産党指導下の民兵組織赤色戦線戦士同盟
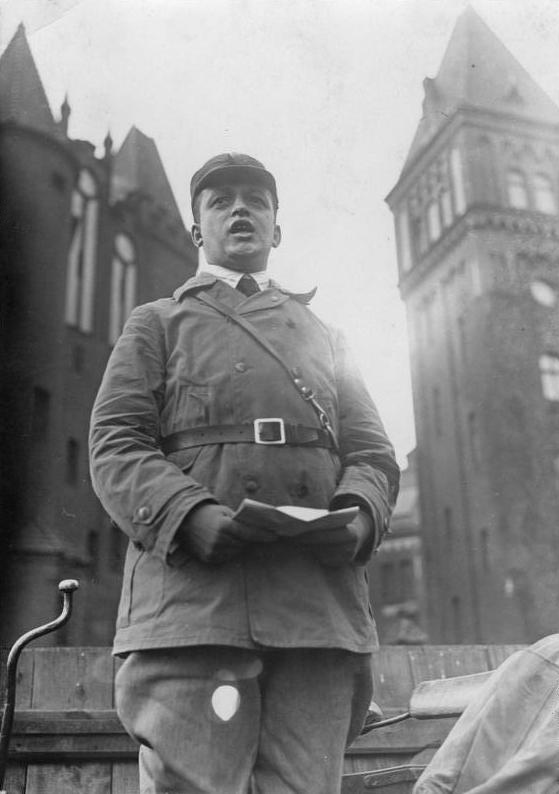
ドイツ社会民主党のフリードリヒ・エーベルト議員。
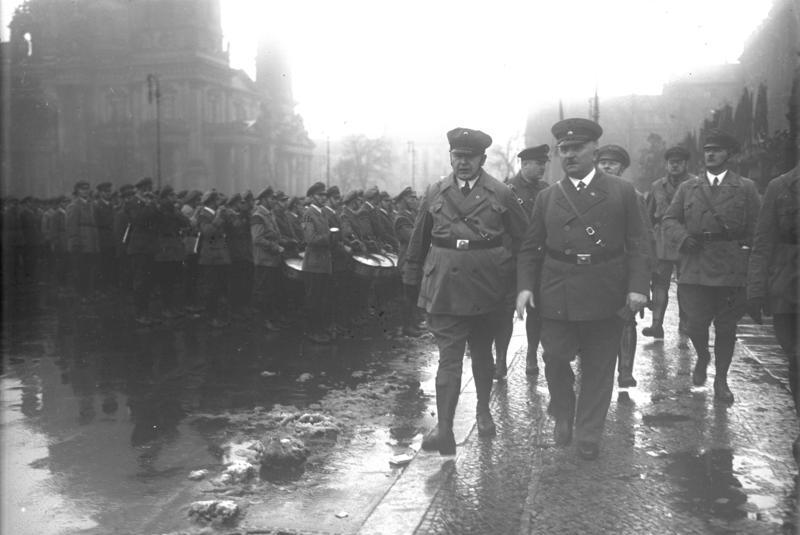
ドイツ社会民主党指導下の民兵組織国旗団
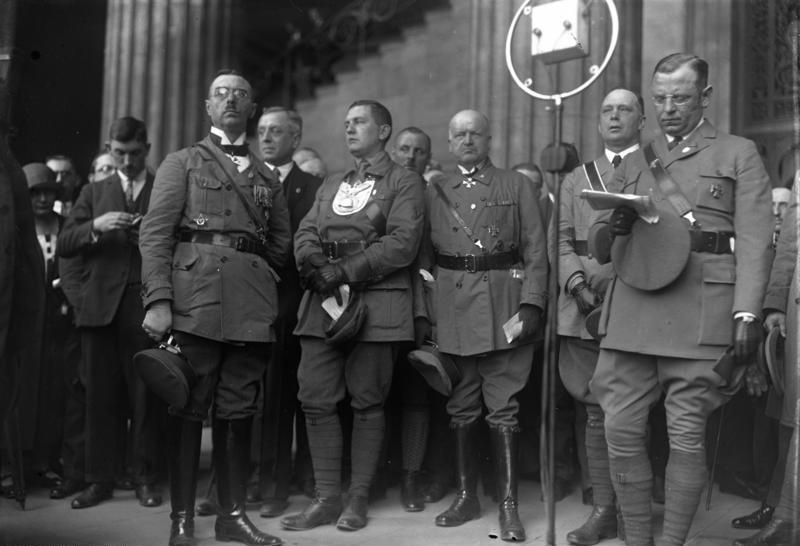
ワイマール共和国時代の退役軍人団体鉄兜団
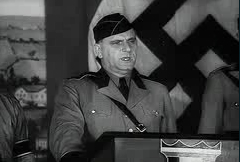
ドイツ系アメリカ人協会のフリッツ・クーン総裁。

その他、警察官の制服を模することが多い民間の警備員や交通指導員などの制服として使用されることもある。映画や漫画などフィクションの世界では、しばしば警察官や高級軍人の象徴としてサム・ブラウン・ベルトが使用される。
- 架空の使用例およびその他の使用例

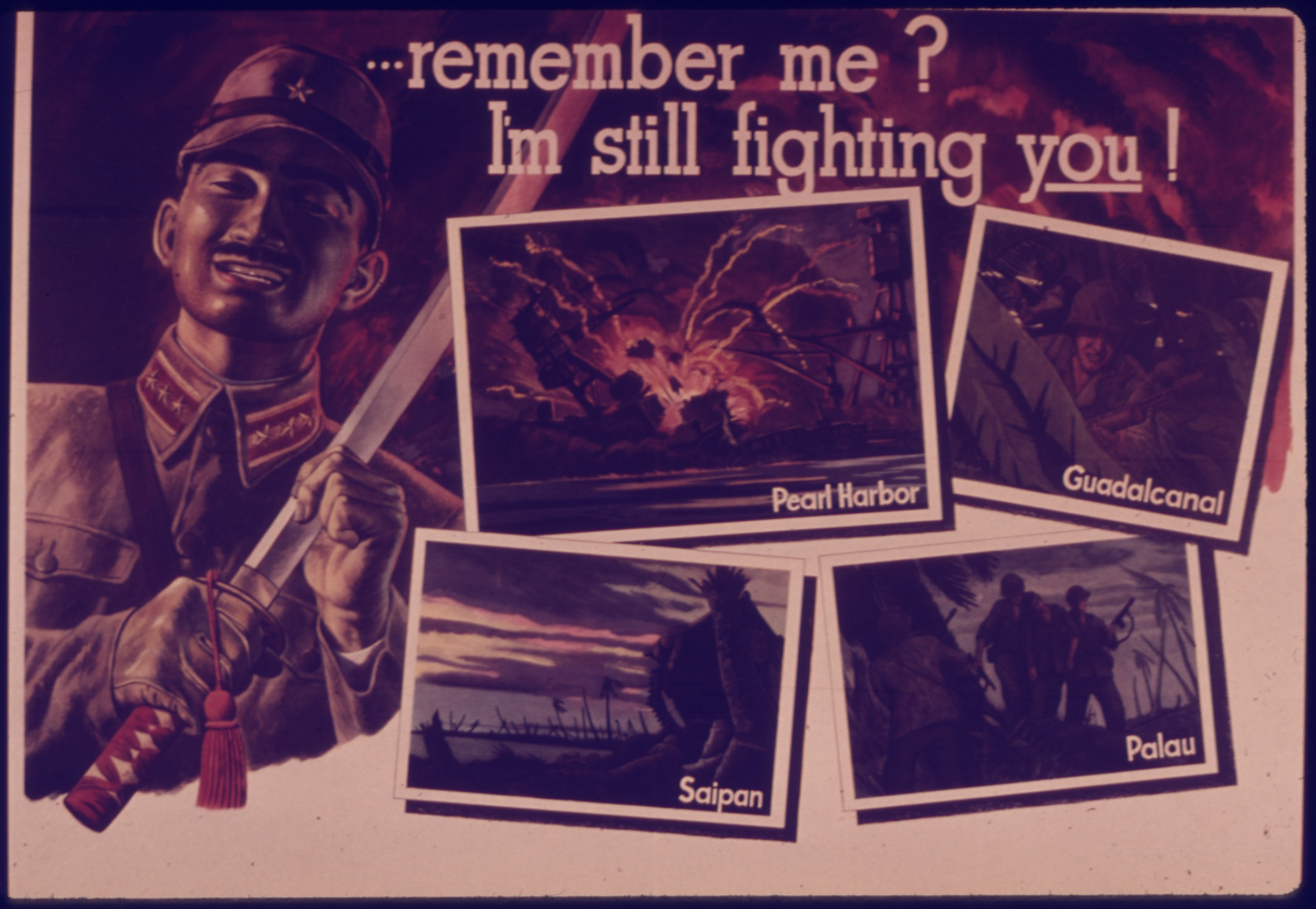
反日宣伝ポスターに描かれた日本兵。第二次世界大戦期の日本陸軍では、このようなサム・ブラウン・ベルトはほとんど使用されなかった。
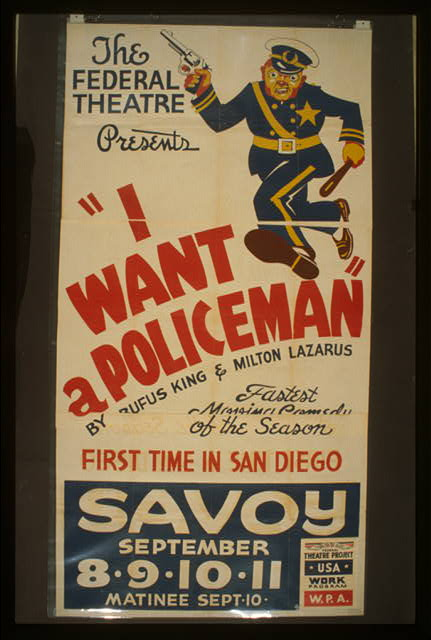
劇場の演目を知らせる1940年代のポスター
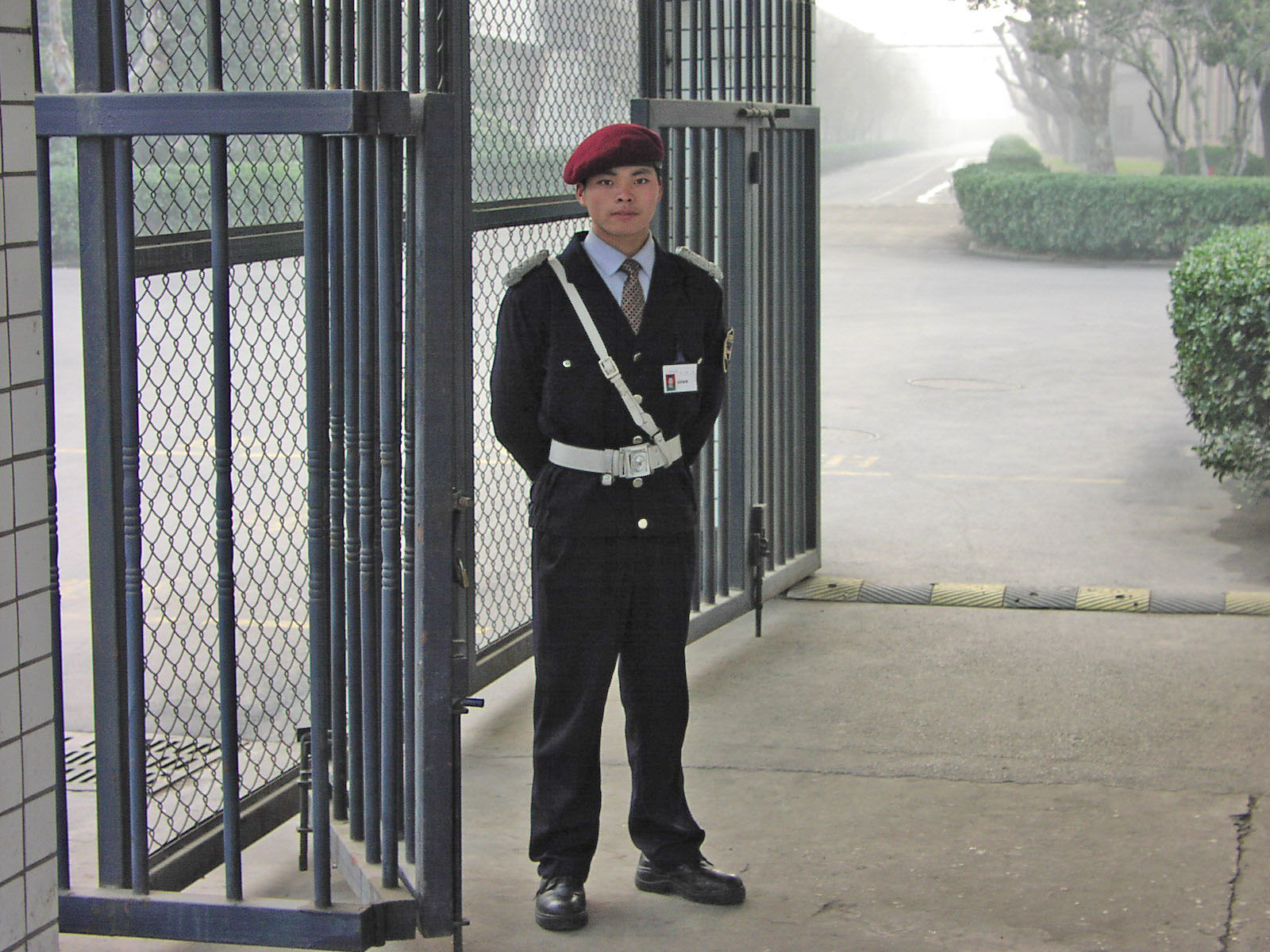
カナダの警備員。

## 安全性
サム・ブラウン・ベルトは、産業医学の面から装備の重量による警察官の負傷に対する一種の解決法として提案されている。

## 参考資料
- David Griffin (1985). Encyclopaedia of modern British Army regiments. Wellingborough: P. Stephens. ISBN 978-0-85059-708-0
- Malcolm Dawson (1974). Uniforms of the Royal Armoured Corps. London: Almark Pub.. ISBN 978-0-85524-169-8
- Mike Chappell (1987). The British Army in the 1980s. London: Osprey Pub.. ISBN 978-0-85045-796-4
- William Fowler;  Paul Hannon (1984). The Royal Marines 1956-84. London: Osprey. ISBN 978-0-85045-568-7
- Michael Barthorp,New Orchard Editions by Poole, Dorset (1982). British infantry uniforms since 1660. New York, N.Y.: Distributed by Sterling Pub. Co.. ISBN 978-1-85079-009-9
- Michael Barthorp;  Douglas N Anderson (2000). Queen Victoria's commanders. Oxford: Osprey. ISBN 978-1-84176-054-4
- Mike Chappel (1980). British infantry equipments, 1908-80. London: Osprey. ISBN 978-0-85045-374-4
- 中西 立太『日本の軍装 : 1930〜1945』大日本絵画、1991年12月。ISBN 978-4-499-20587-0。
- Lee Russell (1985). United States Marine Corps Since 1945. London: Osprey Publishing. ISBN 978-0-85045-574-8
- 内藤 修 , 花井 健朗『オールカラー陸海空自衛隊制服図鑑』並木書房、2006年。ISBN 978-4-89063-199-5。
- Welfare Mgazine 編集部『自衛隊の仕事 : 全ガイド : 隊員たちの24時間』原書房〈Welfare Magazine総集編2008-2011〉、2011年。ISBN 978-4-562-04723-9。